# Liste des footballeurs internationaux écossais
L'équipe d'Écosse de football est l'une des deux premières équipes nationales de football, avec l'équipe d'Angleterre de football, contre qui elle a joué le premier match international de l'histoire du football, le 30 novembre 1872, pour un match nul 0-0. Elle est donc, avec l'Angleterre, l'équipe qui compte les joueurs avec des sélections les plus anciennes de l'histoire. De plus, l'Écosse est, avec l'Angleterre, le pays de Galles et l'Irlande (à qui succédera l'Irlande du Nord), une des équipes participant à la plus ancienne compétition de football de l'histoire, le British Home Championship, dont la première édition se déroule en 1883-84.
Kenny Dalglish, recordman des sélections (102) est le seul joueur écossais avec plus de 100 sélections ainsi que le seul Écossais à figurer dans la liste FIFA 100, établie par Pelé à l'occasion des 100 ans de la FIFA, en 2004.
Avec 30 buts, Kenny Dalglish et Denis Law sont les deux co-meilleurs buteurs de l'équipe d'Écosse. Denis Law est, quant à lui, le seul Écossais à avoir remporté le Ballon d'or, en 1964.
La Fédération écossaise de football célèbre ses joueurs qui atteignent 25 sélections (96 joueurs honorés en juillet 2014) en leur remettant une médaille commémorative et dresse un tableau d'honneur auquel est inscrit tout joueur écossais qui atteint 50 sélections (28 joueurs honorés en juillet 2014). Ce tableau d'honneur spécifique a été lancé en février 1998, date à laquelle 11 joueurs avaient atteint ce nombre de sélections.

## Joueurs avec plus de 25 sélections
Explications
| *     | Encore actif pour l’équipe d’Écosse            |
| Capes | Sélections                                     |
| CM    | Sélections en Coupe du monde de football       |
| CE    | Sélections en Championnat d'Europe de football |

| Pos | Positions         |
| --- | ----------------- |
| GK  | Gardien de but    |
| DF  | Défenseur         |
| MF  | Milieu de terrain |
| FW  | Attaquant         |

(mis à jour le 8 octobre 2017)
| Joueurs                | Pos | Capes | Buts | Première cape | Dernière cape | CM                  | CE        | Autre rôles             |
| ---------------------- | --- | ----- | ---- | ------------- | ------------- | ------------------- | --------- | ----------------------- |
| Kenny Dalglish         | FW  | 102   | 30   | 1971          | 1986          | 1974 1978 1982      | —         | Capitaine               |
| Jim Leighton           | GK  | 91    | 0    | 1982          | 1998          | 1982 1986 1990 1998 | 1996      | Capitaine               |
| Darren Fletcher*       | MF  | 80    | 5    | 2003          | 2017          | —                   | —         | Capitaine               |
| Alex McLeish           | DF  | 77    | 0    | 1980          | 1993          | 1982 1986 1990      | —         | Capitaine Sélectionneur |
| Paul McStay            | MF  | 76    | 9    | 1983          | 1997          | 1986 1990           | 1992      | Capitaine               |
| Tom Boyd               | DF  | 72    | 1    | 1990          | 2001          | 1998                | 1992 1996 | Capitaine               |
| Kenny Miller           | FW  | 69    | 18   | 2001          | 2013          | —                   | —         | Capitaine               |
| David Weir             | DF  | 69    | 1    | 1998          | 2010          | 1998                | —         | Capitaine               |
| Christian Dailly       | DF  | 67    | 6    | 1997          | 2008          | 1998                | —         | Capitaine               |
| Willie Miller          | DF  | 65    | 1    | 1975          | 1989          | 1982 1986           | —         | Capitaine               |
| Danny McGrain          | DF  | 62    | 0    | 1973          | 1982          | 1974 1982           | —         | Capitaine               |
| Richard Gough          | DF  | 61    | 6    | 1983          | 1993          | 1986 1990           | 1992      | Capitaine               |
| Ally McCoist           | FW  | 61    | 19   | 1985          | 1998          | 1990                | 1992 1996 | Capitaine               |
| John Collins           | MF  | 58    | 12   | 1988          | 1999          | 1990 1998           | 1996      | —                       |
| Roy Aitken             | MF  | 57    | 1    | 1979          | 1991          | 1986 1990           | —         | Capitaine               |
| Gary McAllister        | MF  | 57    | 5    | 1990          | 1999          | 1990                | 1992 1996 | Capitaine               |
| Scott Brown*           | MF  | 55    | 4    | 2005          | 2017          | —                   | —         | Capitaine               |
| Gary Caldwell          | DF  | 55    | 2    | 2002          | 2013          | —                   | —         | Capitaine               |
| Denis Law              | FW  | 55    | 30   | 1958          | 1974          | 1974                | —         | Capitaine               |
| Maurice Malpas         | DF  | 55    | 0    | 1984          | 1992          | 1986 1990           | 1992      | Capitaine               |
| Billy Bremner          | MF  | 54    | 3    | 1965          | 1975          | 1974                | —         | Capitaine               |
| Graeme Souness         | MF  | 54    | 4    | 1974          | 1986          | 1978 1982 1986      | —         | Capitaine               |
| George Young           | DF  | 54    | 0    | 1946          | 1957          | —                   | —         | Capitaine               |
| Kevin Gallacher        | FW  | 53    | 9    | 1988          | 2001          | 1998                | 1992 1996 | Capitaine               |
| Alan Rough             | GK  | 53    | 0    | 1976          | 1986          | 1978 1982 1986      | —         | —                       |
| Craig Gordon*          | GK  | 52    | 0    | 2003          | 2017          | —                   | —         | —                       |
| Joe Jordan             | FW  | 52    | 11   | 1973          | 1982          | 1974 1978 1982      | —         | —                       |
| Colin Hendry           | DF  | 51    | 3    | 1993          | 2001          | 1998                | 1996      | Capitaine               |
| Asa Hartford           | MF  | 50    | 5    | 1972          | 1982          | 1978 1982           | —         | Capitaine               |
| Alan Hutton            | DF  | 50    | 0    | 2007          | 2016          | —                   | —         | —                       |
| Gordon Strachan        | MF  | 50    | 5    | 1980          | 1992          | 1982 1986           | —         | Capitaine Sélectionneur |
| Bobby Evans            | DF  | 48    | 0    | 1948          | 1960          | 1954 1958           | —         | Capitaine               |
| James McFadden         | FW  | 48    | 15   | 2002          | 2010          | —                   | —         | —                       |
| Shaun Maloney          | MF  | 47    | 7    | 2005          | 2016          | —                   | —         | —                       |
| Craig Burley           | MF  | 46    | 3    | 1995          | 2003          | 1998                | 1996      | Capitaine               |
| James Morrison*        | MF  | 46    | 3    | 2008          | 2017          | —                   | —         | Capitaine               |
| Gary Naysmith          | DF  | 46    | 1    | 2000          | 2009          | —                   | —         | —                       |
| Barry Ferguson         | MF  | 45    | 3    | 1998          | 2009          | —                   | —         | Capitaine               |
| Steven Naismith*       | FW  | 45    | 7    | 2007          | 2017          | —                   | —         | —                       |
| John Greig             | DF  | 44    | 3    | 1964          | 1975          | —                   | —         | Capitaine               |
| Gordon Durie           | FW  | 43    | 7    | 1987          | 1998          | 1990 1998           | 1992 1996 | —                       |
| Archie Gemmill         | MF  | 43    | 8    | 1971          | 1981          | 1978                | —         | Capitaine               |
| Andy Goram             | GK  | 43    | 0    | 1985          | 1998          | 1986 1990           | 1992 1996 | —                       |
| Christophe Berra*      | DF  | 41    | 4    | 2008          | 2017          | —                   | —         | —                       |
| Graham Alexander       | DF  | 40    | 0    | 2002          | 2009          | —                   | —         | —                       |
| Eric Caldow            | DF  | 40    | 4    | 1957          | 1963          | 1958                | —         | Capitaine               |
| Paul Lambert           | MF  | 40    | 1    | 1995          | 2003          | 1998                | —         | Capitaine               |
| Stuart McCall          | MF  | 40    | 1    | 1990          | 1998          | 1990                | 1992 1996 | —                       |
| Stewart McKimmie       | DF  | 40    | 1    | 1989          | 1996          | 1990                | 1992 1996 | —                       |
| Sandy Jardine          | DF  | 38    | 1    | 1970          | 1979          | 1974 1978           | —         | Capitaine               |
| Mo Johnston            | FW  | 38    | 14   | 1984          | 1991          | 1990                | —         | —                       |
| Lawrie Reilly          | FW  | 38    | 22   | 1948          | 1957          | —                   | —         | —                       |
| Colin Calderwood       | DF  | 36    | 1    | 1995          | 1999          | 1998                | 1996      | —                       |
| Allan McGregor*        | GK  | 36    | 0    | 2007          | 2017          | —                   | —         | —                       |
| Willie Donachie        | DF  | 35    | 0    | 1972          | 1978          | 1974 1978           | —         | —                       |
| David Narey            | DF  | 35    | 1    | 1977          | 1988          | 1982 1986           | —         | —                       |
| Jim Baxter             | MF  | 34    | 3    | 1960          | 1967          | —                   | —         | Capitaine               |
| Martin Buchan          | DF  | 34    | 0    | 1972          | 1978          | 1974 1978           | —         | Capitaine               |
| Jackie McNamara        | DF  | 33    | 0    | 1998          | 2005          | 1998                | —         | Capitaine               |
| Frank Gray             | DF  | 32    | 1    | 1976          | 1983          | 1982                | —         | —                       |
| James McArthur*        | MF  | 32    | 4    | 2010          | 2017          | —                   | —         | —                       |
| Charlie Mulgrew*       | DF  | 32    | 2    | 2012          | 2017          | —                   | —         | —                       |
| Steven Pressley        | DF  | 32    | 0    | 2000          | 2006          | —                   | —         | Capitaine               |
| Bobby Collins          | MF  | 31    | 10   | 1950          | 1965          | 1958                | —         | —                       |
| Steven Fletcher*       | FW  | 31    | 9    | 2008          | 2016          | —                   | —         | —                       |
| Alan Morton            | FW  | 31    | 5    | 1920          | 1932          | —                   | —         | Capitaine               |
| Steven Whittaker*      | DF  | 31    | 0    | 2009          | 2016          | —                   | —         | —                       |
| Brian McClair          | FW  | 30    | 2    | 1986          | 1993          | —                   | 1992      | —                       |
| Gordon McQueen         | DF  | 30    | 5    | 1974          | 1981          | 1974 1978           | —         | Capitaine               |
| Billy Steel            | FW  | 30    | 12   | 1947          | 1953          | —                   | —         | —                       |
| Ikechi Anya*           | MF  | 29    | 3    | 2013          | 2017          | —                   | —         | —                       |
| Willie Henderson       | FW  | 29    | 5    | 1962          | 1971          | —                   | —         | —                       |
| Billy Liddell          | FW  | 29    | 8    | 1942          | 1955          | —                   | —         | —                       |
| Russell Martin*        | DF  | 29    | 0    | 2011          | 2017          | —                   | —         | —                       |
| Billy McKinlay         | MF  | 29    | 4    | 1993          | 1998          | 1998                | 1996      | —                       |
| Billy McNeill          | DF  | 29    | 3    | 1961          | 1972          | —                   | —         | Capitaine               |
| Bobby Walker           | FW  | 29    | 8    | 1900          | 1913          | —                   | —         | —                       |
| John Wark              | MF  | 29    | 7    | 1979          | 1984          | 1982                | —         | —                       |
| Bill Brown             | GK  | 28    | 0    | 1958          | 1965          | 1958                | —         | —                       |
| Colin Cameron          | MF  | 28    | 2    | 1999          | 2004          | —                   | —         | —                       |
| Grant Hanley*          | DF  | 28    | 1    | 2011          | 2017          | —                   | —         | —                       |
| Darren Jackson         | FW  | 28    | 4    | 1995          | 1998          | 1998                | 1996      | —                       |
| Ronnie McKinnon        | DF  | 28    | 1    | 1965          | 1971          | —                   | —         | —                       |
| Pat Nevin              | FW  | 28    | 5    | 1986          | 1996          | —                   | 1992      | —                       |
| John Neilson Robertson | MF  | 28    | 8    | 1978          | 1983          | 1978 1982           | —         | —                       |
| Neil Sullivan          | GK  | 28    | 0    | 1997          | 2003          | 1998                | —         | —                       |
| Andy Webster           | DF  | 28    | 1    | 2003          | 2013          | —                   | —         | —                       |
| Steve Archibald        | FW  | 27    | 4    | 1980          | 1986          | 1982 1986           | —         | —                       |
| Barry Bannan*          | MF  | 27    | 0    | 2010          | 2017          | —                   | —         | —                       |
| David Hay              | MF  | 27    | 0    | 1970          | 1974          | 1974                | —         | Capitaine               |
| David Marshall*        | GK  | 27    | 0    | 2004          | 2016          | —                   | —         | —                       |
| Dave McPherson         | DF  | 27    | 0    | 1989          | 1993          | 1990                | 1992      | —                       |
| Steve Nicol            | DF  | 27    | 0    | 1984          | 1991          | 1986                | —         | —                       |
| Charlie Adam           | MF  | 26    | 0    | 2007          | 2015          | —                   | —         | —                       |
| Jim Bett               | MF  | 26    | 1    | 1982          | 1990          | 1986 1990           | —         | —                       |
| Billy Dodds            | FW  | 26    | 7    | 1996          | 2001          | —                   | —         | —                       |
| Scot Gemmill           | MF  | 26    | 1    | 1995          | 2002          | 1998                | 1996      | —                       |
| Alan Hansen            | DF  | 26    | 0    | 1979          | 1987          | 1982                | —         | —                       |
| Don Hutchison          | FW  | 26    | 6    | 1999          | 2003          | —                   | —         | —                       |
| Neil McCann            | MF  | 26    | 3    | 1998          | 2005          | —                   | —         | —                       |
| Stephen McManus        | DF  | 26    | 2    | 2006          | 2010          | —                   | —         | Capitaine               |
| Jimmy Cowan            | GK  | 25    | 0    | 1948          | 1952          | —                   | —         | —                       |
| Sammy Cox              | DF  | 25    | 0    | 1948          | 1954          | —                   | —         | Capitaine               |
| Stephen Crawford       | FW  | 25    | 4    | 1995          | 2004          | —                   | —         | —                       |
| Tommy Docherty         | DF  | 25    | 1    | 1951          | 1959          | 1954 1958           | —         | Capitaine Sélectionneur |
| Paul Hartley           | MF  | 25    | 1    | 2005          | 2010          | —                   | —         | —                       |
| Robert Snodgrass*      | MF  | 25    | 7    | 2011          | 2017          | —                   | —         | —                       |

## Classement alphabétique complet des sélectionnés enéquipe d'Écosse de football
- Haut – A
- B
- C
- D
- E
- F
- G
- H
- I
- J
- K
- L
- M
- N
- O
- P
- Q
- R
- S
- T
- U
- V
- W
- X
- Y
- Z

## A
| Nom                 | 1re sélection     | Dernière sélection | Sélections | Buts |
| ------------------- | ----------------- | ------------------ | ---------- | ---- |
| Charlie Adam        | 30 mai 2007       | 5 juin 2015        | 26         | 0    |
| James Adams         | 9 mars 1889       | 25 mars 1893       | 3          | 0    |
| William Agnew       | 16 mars 1907      | 14 mars 1908       | 3          | 0    |
| Jock Aird           | 5 mai 1954        | 19 juin 1954       | 4          | 0    |
| Andy Aitken         | 30 mars 1901      | 1er avril 1911     | 14         | 0    |
| George Aitken       | 9 avril 1949      | 3 avril 1954       | 8          | 0    |
| Ralph Aitken        | 27 mars 1886      | 24 mars 1888       | 2          | 1    |
| Roy Aitken          | 12 septembre 1979 | 16 octobre 1991    | 57         | 1    |
| Walter Aitkenhead   | 16 mars 1912      | 16 mars 1912       | 1          | 2    |
| Arthur Albiston     | 28 avril 1982     | 13 juin 1986       | 14         | 0    |
| David Alexander     | 24 mars 1894      | 31 mars 1894       | 2          | 1    |
| Graham Alexander    | 17 avril 2002     | 5 sept 2009        | 40         | 0    |
| Neil Alexander      | 1er mars 2006     | 13 mai 2006        | 3          | 0    |
| David Allan         | 21 mars 1885      | 10 avril 1886      | 3          | 2    |
| George Allan        | 3 avril 1897      | 3 avril 1897       | 1          | 0    |
| Henry Allan         | 15 mars 1902      | 15 mars 1902       | 1          | 0    |
| James Allan         | 19 mars 1887      | 21 mars 1887       | 2          | 2    |
| Thomson Allan       | 27 mars 1974      | 6 juin 1974        | 2          | 0    |
| Bobby Ancell        | 31 oct 1936       | 2 dec 1936         | 2          | 0    |
| Andrew Anderson     | 1er avril 1933    | 7 dec 1938         | 23         | 0    |
| Frederick Anderson  | 7 mars 1874       | 7 mars 1874        | 1          | 1    |
| George Anderson     | 23 février 1901   | 23 février 1901    | 1          | 0    |
| Harry Anderson (en) | 28 février 1914   | 28 février 1914    | 1          | 0    |
| John Anderson       | 25 mai 1954       | 25 mai 1954        | 1          | 0    |
| Kenneth Anderson    | 28 mars 1896      | 2 avril 1898       | 3          | 0    |
| Russell Anderson    | 12 octobre 2002   | 26 mars 2008       | 11         | 0    |
| William Anderson    | 11 mars 1882      | 23 mars 1885       | 6          | 3    |
| Peter Andrews       | 6 mars 1875       | 6 mars 1875        | 1          | 1    |
| Ikechi Anya         | 6 septembre 2013  | 8 octobre 2017     | 29         | 3    |
| Sandy Archibald     | 12 février 1921   | 9 avril 1932       | 8          | 1    |
| Steve Archibald     | 26 mars 1980      | 8 juin 1986        | 27         | 4    |
| Matthew Armstrong   | 5 oct 1935        | 14 oct 1936        | 3          | 0    |
| Stuart Armstrong    | 26 mars 2017      | 4 septembre 2017   | 4          | 1    |
| Walter Arnott       | 12 mars 1883      | 1er avril 1893     | 14         | 0    |
| Bertie Auld         | 27 mai 1959       | 4 nov 1959         | 3          | 0    |
| John Auld           | 19 mars 1887      | 15 avril 1889      | 3          | 0    |

## B
| Nom                   | 1re sélection     | Dernière sélection | Sélections | Buts |
| --------------------- | ----------------- | ------------------ | ---------- | ---- |
| Andrew Baird          | 19 mars 1892      | 24 mars 1894       | 2          | 0    |
| Archie Baird          | 23 janvier 1946   | 23 janvier 1946    | 1          | 0    |
| Davie Baird           | 29 mars 1890      | 26 mars 1892       | 3          | 1    |
| Hugh Baird            | 2 mai 1956        | 2 mai 1956         | 1          | 0    |
| John Baird            | 4 mars 1876       | 13 mars 1880       | 3          | 2    |
| Sammy Baird           | 21 novembre 1956  | 15 juin 1958       | 7          | 2    |
| William Baird         | 27 mars 1897      | 27 mars 1897       | 1          | 0    |
| Barry Bannan          | 16 novembre 2010  | 8 octobre 2017     | 27         | 0    |
| Eamonn Bannon         | 19 décembre 1979  | 8 juin 1986        | 11         | 1    |
| Alexander Barbour     | 14 mars 1885      | 14 mars 1885       | 1          | 1    |
| Phil Bardsley         | 12 octobre 2010   | 5 mars 2014        | 13         | 0    |
| John Barker           | 18 mars 1893      | 24 mars 1894       | 2          | 4    |
| Darren Barr           | 20 août 2008      | 20 août 2008       | 1          | 0    |
| Frank Barrett         | 31 mars 1894      | 23 mars 1895       | 2          | 0    |
| Barney Battles, Sr.   | 23 février 1901   | 30 mars 1901       | 3          | 0    |
| Barney Battles, Jr.   | 25 octobre 1930   | 25 octobre 1930    | 1          | 1    |
| Willie Bauld          | 15 avril 1950     | 21 mai 1950        | 3          | 2    |
| Bobby Baxter          | 9 novembre 1938   | 15 avril 1939      | 3          | 0    |
| Jim Baxter            | 9 novembre 1960   | 22 novembre 1967   | 34         | 3    |
| Andy Beattie          | 17 avril 1937     | 7 décembre 1938    | 7          | 0    |
| Bob Beattie           | 9 novembre 1938   | 9 novembre 1938    | 1          | 0    |
| Craig Beattie         | 3 septembre 2005  | 17 octobre 2007    | 7          | 1    |
| Isaac Begbie          | 29 mars 1890      | 7 avril 1894       | 4          | 0    |
| Alex Bell             | 16 mars 1912      | 16 mars 1912       | 1          | 0    |
| Cammy Bell            | 16 novembre 2010  | 16 novembre 2010   | 1          | 0    |
| Jack Bell             | 29 mars 1890      | 7 avril 1900       | 10         | 5    |
| Mark Bell             | 2 mars 1901       | 2 mars 1901        | 1          | 0    |
| Willie Bell           | 18 juin 1966      | 25 juin 1966       | 2          | 0    |
| Alex Bennett          | 12 mars 1904      | 15 mars 1913       | 11         | 2    |
| Bob Bennie            | 14 février 1925   | 27 février 1926    | 3          | 0    |
| Paul Bernard          | 21 mai 1995       | 24 mai 1995        | 2          | 0    |
| Christophe Berra      | 30 mai 2008       | 9 novembre 2017    | 41         | 4    |
| Davidson Berry        | 24 mars 1894      | 25 mars 1899       | 3          | 1    |
| William Berry (en)    | 17 mars 1888      | 4 avril 1891       | 4          | 0    |
| Jim Bett              | 23 mars 1982      | 11 juin 1990       | 26         | 1    |
| William Beveridge     | 5 avril 1879      | 27 mars 1880       | 3          | 1    |
| Andy Black            | 8 décembre 1937   | 7 décembre 1938    | 3          | 3    |
| David Black           | 9 mars 1889       | 9 mars 1889        | 1          | 1    |
| Eric Black            | 9 septembre 1987  | 2 décembre 1987    | 2          | 0    |
| Ian Black             | 10 avril 1948     | 10 avril 1948      | 1          | 0    |
| Ian Black (en)        | 15 août 2012      | 15 août 2012       | 1          | 0    |
| John Edward Blackburn | 8 mars 1873       | 8 mars 1873        | 1          | 0    |
| Adam Blacklaw         | 4 juin 1963       | 7 décembre 1965    | 3          | 0    |
| John Blackley         | 17 octobre 1973   | 27 avril 1977      | 7          | 0    |
| Danny Blair           | 27 octobre 1928   | 26 octobre 1932    | 8          | 0    |
| Jimmy Blair           | 13 mars 1920      | 16 février 1924    | 8          | 0    |
| Jimmy Blair           | 19 octobre 1946   | 19 octobre 1946    | 1          | 0    |
| John Blair            | 4 octobre 1933    | 4 octobre 1933     | 1          | 0    |
| William Blair         | 21 mars 1896      | 21 mars 1896       | 1          | 0    |
| James Blessington     | 31 mars 1894      | 4 avril 1896       | 4          | 0    |
| Jim Blyth             | 22 février 1978   | 17 mai 1978        | 2          | 0    |
| Jimmy Bone            | 29 Jun 1972       | 18 Oct 1972        | 2          | 1    |
| Scott Booth           | 24 mars 1993      | 6 oct 2001         | 22         | 6    |
| James Bowie           | 13 mars 1920      | 10 avril 1920      | 2          | 0    |
| William Bowie         | 28 mars 1891      | 28 mars 1891       | 1          | 0    |
| David Bowman          | 25 mars 1992      | 13 oct 1993        | 6          | 0    |
| George Bowman         | 19 mars 1892      | 19 mars 1892       | 1          | 0    |
| Billy Boyd            | 20 mai 1931       | 24 mai 1931        | 2          | 1    |
| George Boyd           | 26 mars 2013      | 28 mai 2014        | 2          | 0    |
| Jimmy Boyd            | 16 sept 1933      | 16 sept 1933       | 1          | 0    |
| Kris Boyd             | 11 mai 2006       | 7 septembre 2010   | 18         | 7    |
| Robert Boyd           | 9 mars 1889       | 21 mars 1891       | 2          | 2    |
| Tom Boyd              | 12 septembre 1990 | 5 septembre 2001   | 72         | 1    |
| Tom Bradshaw          | 31 mars 1928      | 31 mars 1928       | 1          | 0    |
| Ralph Brand           | 9 novembre 1960   | 2 mai 1962         | 8          | 8    |
| Thomas Brandon        | 4 avril 1896      | 4 avril 1896       | 1          | 0    |
| Alan Brazil           | 28 mai 1980       | 28 mai 1983        | 12         | 1    |
| Thomas Breckenridge   | 24 mars 1888      | 24 mars 1888       | 1          | 1    |
| Des Bremner           | 7 avril 1976      | 7 avril 1976       | 1          | 0    |
| Billy Bremner         | 8 mai 1965        | 3 septembre 1975   | 54         | 3    |
| Frank Brennan         | 19 octobre 1946   | 3 avril 1954       | 7          | 0    |
| Bernard Breslin       | 20 mars 1897      | 20 mars 1897       | 1          | 0    |
| George Brewster       | 9 avril 1921      | 9 avril 1921       | 1          | 0    |
| Liam Bridcutt         | 26 mars 2013      | 29 mars 2016       | 2          | 0    |
| Kirk Broadfoot        | 10 sept 2008      | 11 août 2010       | 4          | 1    |
| Jim Brogan            | 21 avril 1971     | 22 mai 1971        | 4          | 0    |
| Allan Brown           | 26 avril 1950     | 19 juin 1954       | 14         | 6    |
| Andrew Brown          | 22 mars 1890      | 21 mars 1891       | 2          | 0    |
| Bill Brown            | 15 juin 1958      | 9 nov 1965         | 28         | 0    |
| Bobby Brown           | 23 jan 1946       | 18 octobre 1952    | 6          | 0    |
| George Brown          | 25 octobre 1930   | 21 mai 1938        | 19         | 0    |
| Hugh Brown            | 19 oct 1946       | 24 mai 1947        | 3          | 0    |
| Jim Brown             | 1er juin 1975     | 1er juin 1975      | 1          | 0    |
| John Brown            | 9 nov 1938        | 9 nov 1938         | 1          | 0    |
| Robert Brown          | 22 mars 1890      | 22 mars 1890       | 1          | 0    |
| Robert Brown          | 26 jan 1884       | 29 mars 1884       | 2          | 0    |
| Robert Brown          | 23 mars 1885      | 23 mars 1885       | 1          | 0    |
| Sandy Brown           | 9 avril 1904      | 9 avril 1904       | 1          | 0    |
| Scott Brown           | 12 novembre 2005  | 4 septembre 2017   | 55         | 4    |
| John Browning         | 28 février 1914   | 28 février 1914    | 1          | 0    |
| Jimmy Brownlie        | 15 mars 1909      | 4 avril 1914       | 16         | 0    |
| John Brownlie         | 14 juin 1971      | 17 décembre 1975   | 7          | 0    |
| Bobbie Bruce          | 29 nov 1933       | 29 nov 1933        | 1          | 0    |
| Daniel Bruce          | 22 mars 1890      | 22 mars 1890       | 1          | 0    |
| Craig Bryson          | 16 novembre 2010  | 29 mai 2016        | 3          | 0    |
| Martin Buchan         | 13 octobre 1971   | 29 novembre 1978   | 34         | 0    |
| John Buchanan         | 9 mars 1889       | 9 mars 1889        | 1          | 0    |
| John Buchanan         | 13 avril 1929     | 5 avril 1930       | 2          | 0    |
| Peter Buchanan        | 8 dec 1937        | 8 dec 1937         | 1          | 1    |
| Robert Buchanan       | 21 mars 1891      | 21 mars 1891       | 1          | 1    |
| Paddy Buckley         | 5 mai 1954        | 3 nov 1954         | 3          | 1    |
| Albert Buick          | 1er mars 1902     | 15 mars 1902       | 2          | 2    |
| Mark Burchill         | 5 octobre 1999    | 26 avril 2000      | 6          | 0    |
| Chris Burke           | 11 mai 2006       | 5 mars 2014        | 7          | 2    |
| Oliver Burke          | 29 mars 2016      | 22 mars 2017       | 5          | 0    |
| Craig Burley          | 21 mai 1995       | 30 avril 2003      | 46         | 3    |
| George Burley         | 19 mai 1979       | 29 mai 1982        | 11         | 0    |
| Francis Burns         | 5 nov 1969        | 5 nov 1969         | 1          | 0    |
| Kenny Burns           | 27 mars 1974      | 16 mai 1981        | 20         | 1    |
| Tommy Burns           | 19 mai 1981       | 21 mai 1988        | 8          | 0    |
| Matt Busby            | 4 oct 1933        | 4 oct 1933         | 1          | 0    |

## C
| Nom                   | 1re sélection     | Dernière sélection | Sélections | Buts |
| --------------------- | ----------------- | ------------------ | ---------- | ---- |
| Paul Caddis           | 29 mars 2016      | 29 mars 2016       | 1          | 0    |
| Tom Cairney           | 22 mars 2017      | 22 mars 2017       | 1          | 0    |
| Tommy Cairns          | 26 février 1920   | 4 avril 1925       | 8          | 1    |
| David Calderhead      | 9 mars 1889       | 9 mars 1889        | 1          | 0    |
| Colin Calderwood      | 29 mars 1995      | 5 octobre 1999     | 36         | 1    |
| Robert Calderwood     | 14 mars 1885      | 23 mars 1885       | 3          | 3    |
| Eric Caldow           | 6 avril 1957      | 6 avril 1963       | 40         | 4    |
| Gary Caldwell         | 27 mars 2002      | 26 mars 2013       | 55         | 2    |
| Steven Caldwell       | 25 avril 2001     | 9 février 2011     | 12         | 0    |
| Patrick Callaghan     | 3 mars 1900       | 3 mars 1900        | 1          | 0    |
| William Callaghan     | 21 septembre 1969 | 22 avril 1970      | 2          | 0    |
| Colin Cameron         | 28 avril 1999     | 13 octobre 2004    | 28         | 2    |
| John Cameron          | 20 mars 1886      | 20 mars 1886       | 1          | 0    |
| John Cameron          | 28 mars 1896      | 28 mars 1896       | 1          | 0    |
| Jock Cameron          | 26 mars 1904      | 3 avril 1909       | 2          | 0    |
| Billy Campbell        | 27 novembre 1946  | 23 mai 1948        | 5          | 0    |
| Bobby Campbell        | 18 mai 1947       | 27 mai 1950        | 5          | 1    |
| Charles Campbell      | 7 mars 1874       | 27 mars 1886       | 13         | 1    |
| Harry Campbell (en)   | 15 avril 1889     | 15 avril 1889      | 1          | 0    |
| James Campbell (en)   | 28 mars 1891      | 26 mars 1892       | 2          | 0    |
| John Campbell         | 25 mars 1893      | 9 mars 1903        | 12         | 4    |
| Jimmy Campbell (en)   | 3 mars 1913       | 3 mars 1913        | 1          | 0    |
| Jimmy Campbell (en)   | 23 janvier 1946   | 23 janvier 1946    | 1          | 0    |
| John Campbell (en)    | 27 mars 1880      | 27 mars 1880       | 1          | 1    |
| John Campbell (en)    | 18 mars 1899      | 23 février 1901    | 4          | 6    |
| Ken Campbell          | 26 février 1920   | 8 avril 1922       | 8          | 0    |
| Peter Campbell        | 23 mars 1878      | 7 avril 1879       | 2          | 3    |
| Peter Campbell (en)   | 19 mars 1898      | 19 mars 1898       | 1          | 0    |
| Peter Canero (en)     | 28 avril 2004     | 28 avril 2004      | 1          | 0    |
| Jimmy Carabine (en)   | 21 mai 1938       | 15 avril 1939      | 3          | 0    |
| Willie Carr           | 18 avril 1970     | 15 novembre 1972   | 6          | 0    |
| Joe Cassidy (en)      | 12 février 1921   | 16 février 1924    | 4          | 1    |
| Stevie Chalmers       | 3 octobre 1964    | 16 novembre 1966   | 5          | 3    |
| Stewart Chalmers (en) | 23 février 1929   | 23 février 1929    | 1          | 0    |
| William Chalmers (en) | 14 mars 1885      | 14 mars 1885       | 1          | 0    |
| Thomas Chambers (en)  | 24 mars 1894      | 24 mars 1894       | 1          | 1    |
| George Chaplin (en)   | 7 mars 1908       | 7 mars 1908        | 1          | 0    |
| Alec Cheyne           | 13 avril 1929     | 18 mai 1930        | 5          | 4    |
| Alex Christie (en)    | 19 mars 1898      | 8 avril 1899       | 3          | 1    |
| Robert Christie (en)  | 15 mars 1884      | 15 mars 1884       | 1          | 0    |
| Ryan Christie         | 9 novembre 2017   | 9 novembre 2017    | 1          | 0    |
| Bobby Clark           | 22 novembre 1967  | 14 février 1973    | 17         | 0    |
| John Clark            | 25 juin 1966      | 10 mai 1967        | 4          | 0    |
| Steve Clarke          | 9 septembre 1987  | 27 mai 1994        | 6          | 0    |
| David Clarkson        | 30 mai 2008       | 19 novembre 2008   | 2          | 1    |
| James Cleland (en)    | 28 mars 1891      | 28 mars 1891       | 1          | 0    |
| Robert Clements (en)  | 28 mars 1891      | 28 mars 1891       | 1          | 0    |
| William Clunas (en)   | 12 avril 1924     | 31 octobre 1925    | 2          | 1    |
| William Collier (en)  | 4 février 1922    | 4 février 1922     | 1          | 0    |
| Bobby Collins         | 21 octobre 1950   | 8 mai 1965         | 31         | 10   |
| John Collins          | 17 février 1988   | 17 novembre 1999   | 58         | 12   |
| Tom Collins (en)      | 1er mars 1909     | 1er mars 1909      | 1          | 0    |
| Donald Colman (en)    | 6 mars 1911       | 15 mars 1913       | 4          | 0    |
| Eddie Colquhoun       | 13 octobre 1971   | 14 février 1973    | 9          | 0    |
| John Colquhoun        | 17 février 1988   | 22 mars 1988       | 2          | 0    |
| Bobby Combe           | 10 avril 1948     | 17 mai 1948        | 3          | 1    |
| Kris Commons          | 20 août 2008      | 6 février 2013     | 12         | 2    |
| Alfie Conn, Sr. (en)  | 2 mai 1956        | 2 mai 1956         | 1          | 1    |
| Alfie Conn, Jr.       | 20 mai 1975       | 24 mai 1975        | 2          | 0    |
| Eddie Connachan (en)  | 29 novembre 1961  | 2 mai 1962         | 2          | 0    |
| George Connelly       | 26 septembre 1973 | 14 novembre 1973   | 2          | 0    |
| John Connolly (en)    | 22 juin 1973      | 22 juin 1973       | 1          | 0    |
| Bobby Connor          | 29 avril 1986     | 12 septembre 1990  | 4          | 0    |
| James Connor (en)     | 20 mars 1886      | 20 mars 1886       | 1          | 0    |
| Jimmy Connor (en)     | 18 mai 1930       | 20 octobre 1934    | 4          | 0    |
| Charlie Cooke         | 24 novembre 1965  | 13 mai 1975        | 16         | 0    |
| Willie Cook (en)      | 14 avril 1934     | 21 novembre 1934   | 3          | 0    |
| Davie Cooper          | 12 septembre 1979 | 16 mai 1990        | 22         | 6    |
| Peter Cormack         | 25 juin 1966      | 1er décembre 1971  | 9          | 0    |
| Billy Cowan (en)      | 12 avril 1924     | 12 avril 1924      | 1          | 0    |
| James Cowan (en)      | 4 avril 1896      | 2 avril 1898       | 3          | 0    |
| Jimmy Cowan           | 28 avril 1948     | 30 mai 1952        | 25         | 0    |
| Doug Cowie            | 18 avril 1953     | 11 juin 1958       | 20         | 0    |
| Sammy Cox             | 23 mai 1948       | 3 avril 1954       | 25         | 0    |
| Allan Craig           | 26 mai 1929       | 9 avril 1932       | 3          | 0    |
| Jim Craig             | 22 novembre 1967  | 22 novembre 1967   | 1          | 0    |
| Joe Craig (en)        | 27 avril 1977     | 27 avril 1977      | 1          | 1    |
| Tommy Craig           | 7 avril 1976      | 7 avril 1976       | 1          | 0    |
| Tully Craig           | 26 février 1927   | 5 avril 1930       | 8          | 1    |
| Stephen Crainey       | 27 mars 2002      | 11 novembre 2011   | 12         | 0    |
| Jimmy Crapnell        | 13 avril 1929     | 17 septembre 1932  | 9          | 0    |
| David Crawford (en)   | 24 mars 1894      | 3 février 1900     | 3          | 0    |
| James Crawford        | 19 septembre 1931 | 1er avril 1933     | 5          | 0    |
| Stephen Crawford      | 24 mai 1995       | 17 novembre 2004   | 25         | 4    |
| Pat Crerand           | 3 mai 1961        | 13 octobre 1965    | 16         | 0    |
| William Cringan       | 26 février 1920   | 14 avril 1923      | 5          | 0    |
| Jimmy Croal           | 15 mars 1913      | 4 avril 1914       | 3          | 0    |
| Alex Cropley          | 13 octobre 1971   | 10 novembre 1971   | 2          | 0    |
| Johnny Crosbie (en)   | 26 février 1920   | 8 avril 1922       | 2          | 0    |
| John Cross (en)       | 21 mars 1903      | 21 mars 1903       | 1          | 0    |
| Jim Cruickshank       | 12 mai 1964       | 17 décembre 1975   | 6          | 0    |
| Johnny Crum (en)      | 4 avril 1936      | 8 octobre 1938     | 2          | 0    |
| Mick Cullen (en)      | 2 mai 1956        | 2 mai 1956         | 1          | 0    |
| David Cumming (en)    | 9 avril 1938      | 9 avril 1938       | 1          | 0    |
| John Cumming          | 8 décembre 1954   | 8 juin 1960        | 9          | 0    |
| George Cummings       | 6 avril 1935      | 15 avril 1939      | 9          | 0    |
| Jason Cummings        | 9 novembre 2017   | 9 novembre 2017    | 1          | 0    |
| Warren Cummings (en)  | 23 mai 2002       | 23 mai 2002        | 1          | 0    |
| Andy Cunningham       | 13 mars 1920      | 2 avril 1927       | 12         | 5    |
| Willie Cunningham     | 5 mai 1954        | 2 avril 1955       | 8          | 0    |
| Hugh Curran           | 5 novembre 1969   | 14 juin 1971       | 5          | 1    |

## D
| Nom                   | 1re sélection     | Dernière sélection | Sélections | Buts |
| --------------------- | ----------------- | ------------------ | ---------- | ---- |
| Christian Dailly      | 27 mai 1997       | 30 mai 2008        | 67         | 6    |
| Kenny Dalglish        | 10 novembre 1971  | 12 novembre 1986   | 102        | 30   |
| Callum Davidson       | 5 septembre 1998  | 5 septembre 2009   | 19         | 0    |
| David Davidson        | 23 mars 1878      | 14 mars 1881       | 5          | 1    |
| Jimmy Davidson        | 5 mai 1954        | 2 avril 1955       | 8          | 1    |
| Murray Davidson       | 14 novembre 2012  | 14 novembre 2012   | 1          | 0    |
| Stewart Davidson (en) | 9 avril 1921      | 9 avril 1921       | 1          | 0    |
| Ally Dawson           | 29 mai 1980       | 19 juin 1983       | 5          | 0    |
| Jerry Dawson          | 29 octobre 1934   | 15 avril 1939      | 14         | 0    |
| Johnny Deakin (en)    | 23 janvier 1946   | 23 janvier 1946    | 1          | 0    |
| John Deans            | 30 octobre 1974   | 20 novembre 1974   | 2          | 0    |
| Jimmy Delaney         | 5 octobre 1935    | 10 avril 1948      | 13         | 4    |
| Andrew Devine (en)    | 5 mars 1910       | 5 mars 1910        | 1          | 1    |
| Paul Devlin           | 15 octobre 2002   | 6 septembre 2003   | 10         | 0    |
| Geordie Dewar (en)    | 24 mars 1888      | 13 avril 1889      | 2          | 1    |
| Neil Dewar            | 9 avril 1932      | 26 octobre 1932    | 3          | 4    |
| John Dick (en)        | 11 avril 1959     | 11 avril 1959      | 1          | 0    |
| Matthew Dickie (en)   | 27 mars 1897      | 3 février 1900     | 3          | 0    |
| Paul Dickov           | 7 octobre 2000    | 9 octobre 2004     | 10         | 1    |
| William Dickson (en)  | 24 mars 1888      | 24 mars 1888       | 1          | 4    |
| William Dickson       | 18 avril 1970     | 14 juin 1971       | 5          | 0    |
| John Divers (en)      | 23 mars 1895      | 23 mars 1895       | 1          | 1    |
| John Divers (en)      | 8 octobre 1938    | 8 octobre 1938     | 1          | 0    |
| Paul Dixon            | 8 septembre 2012  | 14 novembre 2012   | 3          | 0    |
| Scott Dobie           | 16 mai 2002       | 20 novembre 2002   | 6          | 1    |
| Tommy Docherty        | 14 novembre 1951  | 11 avril 1959      | 25         | 1    |
| Billy Dodds           | 5 octobre 1996    | 5 septembre 2001   | 26         | 7    |
| Davie Dodds (en)      | 21 septembre 1983 | 13 décembre 1983   | 2          | 1    |
| Joe Dodds (en)        | 28 février 1914   | 4 avril 1914       | 3          | 0    |
| Ned Doig              | 19 février 1887   | 4 avril 1903       | 5          | 0    |
| Joe Donnachie (en)    | 5 avril 1913      | 4 avril 1914       | 3          | 1    |
| Willie Donachie       | 26 avril 1972     | 29 novembre 1978   | 35         | 0    |
| Alex Donaldson        | 28 février 1914   | 4 mars 1922        | 6          | 1    |
| Simon Donnelly        | 27 mai 1997       | 14 octobre 1998    | 10         | 0    |
| Graham Dorrans        | 10 octobre 2009   | 11 octobre 2015    | 12         | 0    |
| Jimmy Dougal (en)     | 15 avril 1939     | 15 avril 1939      | 1          | 1    |
| Neil Dougall (en)     | 19 octobre 1946   | 19 octobre 1946    | 1          | 0    |
| Bobby Dougan (en)     | 26 avril 1950     | 26 avril 1950      | 1          | 0    |
| Angus Douglas (en)    | 18 mars 1911      | 18 mars 1911       | 1          | 0    |
| Jimmy Douglas (en)    | 27 mars 1880      | 27 mars 1880       | 1          | 0    |
| Robert Douglas        | 17 avril 2002     | 17 août 2005       | 19         | 0    |
| Peter Dowds (en)      | 19 mars 1892      | 19 mars 1892       | 1          | 0    |
| Robert Downie (en)    | 26 mars 1892      | 26 mars 1892       | 1          | 0    |
| Dan Doyle             | 2 avril 1892      | 2 avril 1898       | 8          | 0    |
| Johnny Doyle          | 17 décembre 1975  | 17 décembre 1975   | 1          | 0    |
| Jock Drummond         | 19 mars 1892      | 21 mars 1903       | 14         | 1    |
| Michael Dunbar (en)   | 20 mars 1886      | 20 mars 1886       | 1          | 1    |
| Arthur Duncan         | 13 mai 1975       | 3 septembre 1975   | 6          | 0    |
| Dally Duncan          | 26 octobre 1932   | 30 octobre 1937    | 14         | 7    |
| Davie Duncan (en)     | 28 avril 1948     | 23 mai 1948        | 3          | 1    |
| James Duncan (en)     | 23 mars 1878      | 25 mars 1882       | 2          | 0    |
| Johnny Duncan (en)    | 31 octobre 1925   | 31 octobre 1925    | 1          | 1    |
| Jimmy Duncanson (en)  | 27 novembre 1946  | 27 novembre 1946   | 1          | 0    |
| Billy Dunlop          | 7 avril 1906      | 7 avril 1906       | 1          | 0    |
| James Dunlop (en)     | 22 mars 1890      | 22 mars 1890       | 1          | 0    |
| James Dunn            | 14 février 1925   | 27 octobre 1928    | 6          | 2    |
| Gordon Durie          | 11 novembre 1987  | 23 juin 1998       | 43         | 7    |
| Ian Durrant           | 9 septembre 1987  | 30 mai 2000        | 20         | 0    |
| Jimmy Dykes (en)      | 21 mai 1938       | 8 octobre 1938     | 2          | 0    |

## E
| Nom               | 1re sélection    | Dernière sélection | Sélections | Buts |
| ----------------- | ---------------- | ------------------ | ---------- | ---- |
| Jimmy Easson (en) | 16 mai 1931      | 4 octobre 1933     | 3          | 1    |
| Matt Elliott      | 12 novembre 1997 | 6 octobre 2001     | 18         | 1    |
| James Ellis (en)  | 19 mars 1892     | 19 mars 1892       | 1          | 1    |
| Allan Evans       | 23 mars 1982     | 15 juin 1982       | 4          | 0    |
| Bobby Evans       | 23 octobre 1948  | 8 juin 1960        | 48         | 0    |
| Jock Ewart (en)   | 9 avril 1921     | 9 avril 1921       | 1          | 0    |
| Tommy Ewing (en)  | 13 novembre 1957 | 19 avril 1958      | 2          | 0    |

## F
| Nom                   | 1re sélection    | Dernière sélection | Sélections | Buts |
| --------------------- | ---------------- | ------------------ | ---------- | ---- |
| George Farm           | 18 octobre 1952  | 3 juin 1959        | 10         | 0    |
| Barry Ferguson        | 5 septembre 1998 | 28 mars 2009       | 45         | 3    |
| Derek Ferguson        | 22 mars 1988     | 17 mai 1988        | 2          | 0    |
| Duncan Ferguson       | 17 mai 1992      | 11 février 1997    | 7          | 0    |
| Ian Ferguson          | 22 décembre 1988 | 11 février 1997    | 9          | 0    |
| John Ferguson         | 7 mars 1874      | 23 mars 1878       | 6          | 5    |
| Robert Ferguson       | 24 novembre 1965 | 16 novembre 1966   | 7          | 0    |
| Willie Fernie         | 25 mai 1954      | 11 juin 1958       | 12         | 1    |
| Robert Findlay (en)   | 19 mars 1898     | 19 mars 1898       | 1          | 0    |
| Thomas Fitchie (en)   | 6 mars 1905      | 4 mars 1907        | 4          | 1    |
| Bobby Flavell (en)    | 18 mai 1947      | 24 mai 1947        | 2          | 2    |
| Robert Fleck          | 28 mars 1990     | 6 février 1991     | 4          | 0    |
| Charlie Fleming       | 3 octobre 1953   | 3 octobre 1953     | 1          | 2    |
| Jimmy Fleming (en)    | 1er juin 1929    | 5 avril 1930       | 3          | 3    |
| Robert Fleming        | 20 mars 1886     | 20 mars 1886       | 1          | 0    |
| Darren Fletcher       | 20 août 2003     | 8 octobre 2017     | 80         | 5    |
| Steven Fletcher       | 26 mars 2008     | 8 octobre 2017     | 31         | 9    |
| Alex Forbes           | 12 avril 1947    | 30 mai 1952        | 14         | 0    |
| John Forbes           | 26 janvier 1884  | 21 mai 1887        | 5          | 0    |
| Donald Ford           | 17 octobre 1973  | 14 mai 1974        | 3          | 0    |
| James Forrest         | 29 mai 2011      | 9 novembre 2017    | 21         | 0    |
| Jim Forrest (en)      | 19 avril 1958    | 19 avril 1958      | 1          | 0    |
| Jim Forrest           | 24 novembre 1965 | 14 juin 1971       | 5          | 0    |
| Alex Forsyth          | 29 juin 1972     | 3 septembre 1975   | 10         | 0    |
| Campbell Forsyth (en) | 11 avril 1964    | 25 novembre 1964   | 4          | 0    |
| Craig Forsyth         | 28 mai 2014      | 13 juin 2015       | 3          | 0    |
| Tom Forsyth           | 9 juin 1971      | 11 juin 1978       | 22         | 0    |
| Danny Fox             | 14 novembre 2009 | 16 octobre 2012    | 4          | 0    |
| Robert Foyers         | 18 mars 1893     | 24 mars 1894       | 2          | 0    |
| Doug Fraser (en)      | 30 mai 1968      | 11 décembre 1968   | 2          | 0    |
| Eadie Fraser          | 27 mars 1880     | 12 mars 1883       | 5          | 4    |
| James Fraser (en)     | 28 mars 1891     | 28 mars 1891       | 1          | 0    |
| John Fraser (en)      | 16 mars 1907     | 16 mars 1907       | 1          | 0    |
| Ryan Fraser           | 10 juin 2017     | 9 novembre 2017    | 2          | 0    |
| Willie Fraser (en)    | 16 octobre 1954  | 3 novembre 1954    | 2          | 0    |
| Dougie Freedman       | 6 octobre 2001   | 27 mars 2002       | 2          | 1    |
| William Fulton        | 26 janvier 1884  | 26 janvier 1884    | 1          | 0    |
| John Fyfe             | 23 mars 1895     | 23 mars 1895       | 1          | 0    |

## G
| Nom                    | 1re sélection    | Dernière sélection | Sélections | Buts |
| ---------------------- | ---------------- | ------------------ | ---------- | ---- |
| Jimmy Gabriel          | 22 octobre 1960  | 7 novembre 1963    | 2          | 0    |
| Hughie Gallacher       | 1er mars 1924    | 6 avril 1935       | 20         | 23   |
| Kevin Gallacher        | 17 mai 1988      | 28 mars 2001       | 53         | 9    |
| Patrick Gallacher (en) | 20 octobre 1934  | 20 octobre 1934    | 1          | 1    |
| Paul Gallagher         | 18 février 2004  | 18 février 2004    | 1          | 0    |
| Mike Galloway          | 16 octobre 1991  | 16 octobre 1991    | 1          | 0    |
| Jimmy Galt (en)        | 7 mars 1908      | 14 mars 1908       | 2          | 1    |
| Ian Gardiner (en)      | 13 novembre 1957 | 13 novembre 1957   | 1          | 0    |
| Dave Gardner (en)      | 20 mars 1897     | 20 mars 1897       | 1          | 0    |
| Robert Gardner         | 30 novembre 1872 | 2 mars 1878        | 5          | 0    |
| Tommy Gemmell (en)     | 4 mai 1955       | 15 mai 1955        | 2          | 1    |
| Tommy Gemmell          | 2 avril 1966     | 3 février 1971     | 18         | 1    |
| Archie Gemmill         | 3 février 1971   | 25 mars 1981       | 43         | 8    |
| Scot Gemmill           | 21 mai 1995      | 30 avril 2003      | 26         | 1    |
| William Gibb           | 8 mars 1873      | 8 mars 1873        | 1          | 1    |
| Dave Gibson            | 8 mai 1963       | 21 octobre 1964    | 7          | 3    |
| Jimmy Gibson           | 17 avril 1926    | 22 février 1930    | 8          | 1    |
| Neilly Gibson          | 30 mars 1895     | 18 mars 1905       | 14         | 1    |
| John Gilchrist (en)    | 8 avril 1922     | 8 avril 1922       | 1          | 0    |
| Michael Gilhooley (en) | 4 février 1922   | 4 février 1922     | 1          | 0    |
| Matthew Gilks          | 15 août 2012     | 10 septembre 2013  | 3          | 0    |
| Gary Gillespie         | 14 octobre 1987  | 14 novembre 1990   | 13         | 0    |
| George Gillespie       | 27 mars 1880     | 28 mars 1891       | 7          | 0    |
| James Gillespie (en)   | 19 mars 1898     | 19 mars 1898       | 1          | 3    |
| John Gillespie         | 21 mars 1896     | 21 mars 1896       | 1          | 0    |
| Robert Gillespie (en)  | 30 octobre 1926  | 1er avril 1933     | 4          | 0    |
| Torrance Gillick       | 9 mai 1937       | 7 décembre 1938    | 5          | 3    |
| John Gilmour (en)      | 25 octobre 1930  | 25 octobre 1930    | 1          | 0    |
| Alan Gilzean           | 7 novembre 1963  | 21 avril 1971      | 22         | 12   |
| Stephen Glass (en)     | 14 octobre 1998  | 14 octobre 1998    | 1          | 0    |
| Ronnie Glavin (en)     | 27 avril 1977    | 27 avril 1977      | 1          | 0    |
| Archie Glen (en)       | 8 octobre 1955   | 14 avril 1956      | 2          | 0    |
| Robert Glen (en)       | 23 mars 1895     | 3 mars 1900        | 3          | 0    |
| David Goodwillie       | 16 novembre 2010 | 11 octobre 2011    | 3          | 1    |
| Andy Goram             | 16 octobre 1985  | 25 mars 1998       | 43         | 0    |
| Craig Gordon           | 30 mai 2004      | 9 novembre 2017    | 52         | 0    |
| Jimmy Gordon           | 16 mars 1912     | 10 avril 1920      | 10         | 0    |
| James Gossland (en)    | 26 janvier 1884  | 26 janvier 1884    | 1          | 2    |
| John Goudie            | 26 janvier 1884  | 26 janvier 1884    | 1          | 1    |
| Richard Gough          | 30 mars 1983     | 28 avril 1993      | 61         | 6    |
| Jonathan Gould         | 9 octobre 1999   | 15 novembre 2000   | 2          | 0    |
| James Gourlay          | 10 mars 1888     | 10 mars 1888       | 1          | 0    |
| James Gourlay          | 20 mars 1886     | 20 mars 1886       | 1          | 1    |
| Jock Govan             | 12 novembre 1947 | 17 novembre 1948   | 6          | 0    |
| Arthur Graham          | 7 septembre 1977 | 16 mai 1981        | 11         | 2    |
| Donald Gow (en)        | 17 mars 1888     | 17 mars 1888       | 1          | 0    |
| John Gow               | 21 mars 1885     | 21 mars 1885       | 1          | 0    |
| John Gow               | 24 mars 1888     | 24 mars 1888       | 1          | 0    |
| Alex Graham (en)       | 26 février 1921  | 26 février 1921    | 1          | 0    |
| George Graham          | 13 octobre 1971  | 30 juin 1973       | 12         | 3    |
| Johnny Graham (en)     | 26 janvier 1884  | 26 janvier 1884    | 1          | 0    |
| John Grant (en)        | 18 octobre 1958  | 5 novembre 1958    | 2          | 0    |
| Peter Grant            | 27 mai 1989      | 30 mai 1989        | 2          | 0    |
| Andy Gray              | 17 décembre 1975 | 28 mai 1985        | 20         | 7    |
| Andy Gray              | 2 avril 2003     | 27 mai 2003        | 2          | 0    |
| Archie Gray            | 21 mars 1903     | 21 mars 1903       | 1          | 0    |
| Dougie Gray            | 27 octobre 1928  | 26 octobre 1932    | 10         | 0    |
| Eddie Gray             | 10 mai 1969      | 17 novembre 1976   | 12         | 3    |
| Frank Gray             | 7 avril 1976     | 16 juin 1983       | 32         | 1    |
| Woodville Gray         | 27 mars 1886     | 27 mars 1886       | 1          | 0    |
| Tony Green             | 3 février 1971   | 27 mai 1972        | 6          | 0    |
| Gordon Greer           | 15 novembre 2013 | 4 juin 2016        | 11         | 0    |
| John Greig             | 11 avril 1964    | 29 octobre 1975    | 44         | 3    |
| Leigh Griffiths        | 14 novembre 2012 | 8 octobre 2017     | 17         | 3    |
| Willie Groves          | 10 mars 1888     | 5 avril 1890       | 3          | 4    |
| William Gulliland (en) | 21 mars 1891     | 6 avril 1895       | 4          | 0    |
| Bryan Gunn             | 16 mai 1990      | 27 mai 1994        | 6          | 0    |

## H
| Nom                     | 1re sélection     | Dernière sélection | Sélections | Buts |
| ----------------------- | ----------------- | ------------------ | ---------- | ---- |
| Harry Haddock           | 8 décembre 1954   | 19 avril 1958      | 6          | 0    |
| David Haddow (en)       | 7 avril 1894      | 7 avril 1894       | 1          | 0    |
| Frank Haffey (en)       | 9 avril 1960      | 15 avril 1961      | 2          | 0    |
| Alex Hamilton           | 8 novembre 1961   | 13 octobre 1965    | 24         | 0    |
| Alexander Hamilton (en) | 21 mars 1885      | 17 mars 1888       | 4          | 0    |
| George Hamilton         | 27 novembre 1946  | 19 mai 1954        | 5          | 4    |
| Gladstone Hamilton      | 17 mars 1906      | 17 mars 1906       | 1          | 0    |
| James Hamilton          | 26 mars 1892      | 1er avril 1893     | 3          | 3    |
| James Hamilton (en)     | 1er mars 1924     | 1er mars 1924      | 1          | 0    |
| Robert Hamilton         | 18 mars 1899      | 6 mars 1911        | 11         | 15   |
| Thomas Hamilton         | 28 mars 1891      | 28 mars 1891       | 1          | 0    |
| Thomas Hamilton (en)    | 9 avril 1932      | 1                  | 0          |      |
| Willie Hamilton (en)    | 27 mai 1965       | 27 mai 1965        | 1          | 0    |
| Steven Hammell          | 17 novembre 2004  | 17 novembre 2004   | 1          | 0    |
| Andrew Hannah           | 10 mars 1888      | 10 mars 1888       | 1          | 0    |
| Jimmy Hannah (en)       | 15 avril 1889     | 15 avril 1889      | 1          | 0    |
| Grant Hanley            | 25 mai 2011       | 4 septembre 2017   | 28         | 1    |
| Alan Hansen             | 19 mai 1979       | 18 février 1987    | 26         | 0    |
| John Hansen (en)        | 10 novembre 1971  | 29 juin 1972       | 2          | 0    |
| Jack Harkness           | 26 février 1927   | 4 octobre 1933     | 12         | 0    |
| Bill Harper             | 3 mars 1923       | 17 avril 1926      | 11         | 0    |
| Joe Harper              | 18 octobre 1972   | 7 juin 1978        | 4          | 2    |
| Joe Harris              | 12 février 1921   | 26 février 1921    | 2          | 0    |
| Neil Harris (en)        | 12 avril 1924     | 12 avril 1924      | 1          | 0    |
| William Harrower (en)   | 11 mars 1882      | 10 avril 1886      | 3          | 4    |
| Asa Hartford            | 26 avril 1972     | 18 juin 1982       | 50         | 5    |
| Paul Hartley            | 26 mars 2005      | 3 mars 2010        | 25         | 1    |
| David Harvey            | 15 novembre 1972  | 8 septembre 1976   | 16         | 0    |
| Alex Hastings (en)      | 13 novembre 1935  | 10 novembre 1937   | 2          | 0    |
| Mike Haughney (en)      | 3 avril 1954      | 3 avril 1954       | 1          | 0    |
| David Hay               | 18 avril 1970     | 22 juin 1974       | 27         | 0    |
| Jimmy Hay               | 18 mars 1905      | 4 avril 1914       | 11         | 0    |
| Paul Hegarty            | 19 mai 1979       | 24 mai 1983        | 8          | 0    |
| Charles Heggie (en)     | 20 mars 1886      | 20 mars 1886       | 1          | 4    |
| George Henderson (en)   | 26 mars 1904      | 26 mars 1904       | 1          | 0    |
| Jackie Henderson        | 6 mai 1953        | 5 novembre 1958    | 7          | 1    |
| Willie Henderson        | 20 octobre 1962   | 21 avril 1971      | 29         | 5    |
| Colin Hendry            | 19 mai 1993       | 28 mars 2001       | 51         | 3    |
| Bob Hepburn             | 19 septembre 1931 | 19 septembre 1931  | 1          | 0    |
| Jock Hepburn            | 21 mars 1891      | 21 mars 1891       | 1          | 0    |
| David Herd              | 18 octobre 1958   | 14 mai 1961        | 5          | 3    |
| George Herd             | 19 avril 1958     | 9 novembre 1960    | 5          | 1    |
| Sandy Herd (en)         | 20 octobre 1934   | 20 octobre 1934    | 1          | 0    |
| Jim Herriot             | 16 octobre 1968   | 22 octobre 1969    | 8          | 0    |
| John Hewie              | 14 avril 1956     | 4 mai 1960         | 19         | 2    |
| Alex Higgins (en)       | 14 mars 1885      | 14 mars 1885       | 1          | 3    |
| Sandy Higgins (en)      | 19 mars 1910      | 1er avril 1911     | 4          | 1    |
| Thomas Highet (en)      | 6 mars 1875       | 2 mars 1878        | 4          | 1    |
| David Hill              | 17 mars 1906      | 17 mars 1906       | 1          | 0    |
| David Hill              | 12 mars 1881      | 25 mars 1882       | 3          | 1    |
| Frank Hill              | 18 mai 1930       | 21 février 1931    | 3          | 0    |
| John Hill               | 4 avril 1891      | 26 mars 1892       | 2          | 0    |
| George Hogg             | 28 mars 1896      | 4 avril 1896       | 2          | 0    |
| James Hogg              | 4 mars 1922       | 4 mars 1922        | 1          | 0    |
| Bobby Hogg (en)         | 15 mai 1937       | 15 mai 1937        | 1          | 0    |
| Andrew Holm             | 25 mars 1882      | 12 mars 1883       | 3          | 0    |
| David Holt              | 8 mai 1963        | 12 mai 1964        | 5          | 0    |
| Gary Holt               | 2 septembre 2000  | 13 octobre 2004    | 10         | 1    |
| Jim Holton              | 12 mai 1973       | 30 octobre 1974    | 15         | 2    |
| Bobby Hope (en)         | 30 mai 1968       | 16 octobre 1968    | 2          | 0    |
| David Hopkin            | 1er juin 1997     | 5 octobre 1999     | 7          | 2    |
| Billy Houliston (en)    | 17 novembre 1948  | 27 avril 1949      | 3          | 2    |
| Stewart Houston         | 29 octobre 1975   | 29 octobre 1975    | 1          | 0    |
| William Howden          | 18 mars 1905      | 18 mars 1905       | 1          | 0    |
| Robert Howe             | 26 mai 1929       | 4 juin 1929        | 2          | 0    |
| Hugh Howie (en)         | 23 octobre 1948   | 23 octobre 1948    | 1          | 1    |
| James Howie (en)        | 1er avril 1905    | 4 avril 1908       | 3          | 2    |
| Jimmy Howieson (en)     | 26 février 1927   | 26 février 1927    | 1          | 0    |
| Billy Hughes (en)       | 16 avril 1975     | 16 avril 1975      | 1          | 0    |
| John Hughes             | 8 mai 1965        | 21 septembre 1969  | 8          | 1    |
| Richard Hughes          | 27 mai 2004       | 17 août 2005       | 5          | 0    |
| Stephen David Hughes    | 10 octobre 2009   | 10 octobre 2009    | 1          | 0    |
| Wilson Humphries (en)   | 30 mai 1952       | 30 mai 1952        | 1          | 0    |
| Ally Hunter (en)        | 26 avril 1972     | 26 septembre 1973  | 4          | 0    |
| John Hunter (en)        | 7 mars 1874       | 5 mars 1877        | 4          | 0    |
| John Hunter             | 1er mars 1909     | 1er mars 1909      | 1          | 0    |
| Richard Hunter          | 29 mars 1890      | 29 mars 1890       | 1          | 0    |
| Willie Hunter (en)      | 5 juin 1960       | 22 octobre 1960    | 3          | 1    |
| Jackie Husband (en)     | 15 mai 1946       | 19 octobre 1946    | 2          | 0    |
| Don Hutchison           | 31 mars 1999      | 15 novembre 2003   | 26         | 6    |
| Tommy Hutchison         | 26 septembre 1973 | 3 septembre 1975   | 17         | 1    |
| Alan Hutton             | 30 mai 2007       | 24 mars 2016       | 50         | 0    |
| James Hutton            | 19 février 1887   | 19 février 1887    | 1          | 0    |
| John Hutton             | 3 mars 1923       | 25 février 1928    | 10         | 1    |
| Tommy Hyslop (en)       | 4 avril 1896      | 3 avril 1897       | 2          | 1    |

## I
| Nom            | 1re sélection     | Dernière sélection | Sélections | Buts |
| -------------- | ----------------- | ------------------ | ---------- | ---- |
| Stewart Imlach | 7 mai 1958        | 15 juin 1958       | 4          | 0    |
| Willie Imrie   | 26 mai 1929       | 1er juin 1929      | 2          | 1    |
| John Inglis    | 10 mars 1883      | 12 mars 1883       | 2          | 0    |
| John Inglis    | 26 janvier 1884   | 26 janvier 1884    | 1          | 0    |
| James Irons    | 3 février 1900    | 3 février 1900     | 1          | 0    |
| Brian Irvine   | 12 septembre 1990 | 27 mai 1994        | 9          | 0    |
| Chris Iwelumo  | 11 octobre 2008   | 8 octobre 2010     | 4          | 0    |

## J
| Nom                         | 1re sélection    | Dernière sélection | Sélections | Buts |
| --------------------------- | ---------------- | ------------------ | ---------- | ---- |
| Ryan Jack                   | 9 novembre 2017  | 9 novembre 2017    | 1          | 0    |
| Alex Jackson                | 14 février 1925  | 18 mai 1930        | 17         | 8    |
| Andrew Jackson              | 10 avril 1886    | 24 mars 1888       | 2          | 0    |
| Colin Jackson               | 16 avril 1975    | 15 mai 1976        | 8          | 1    |
| Darren Jackson              | 29 mars 1995     | 10 octobre 1998    | 28         | 4    |
| John Jackson                | 16 mai 1931      | 13 novembre 1935   | 8          | 0    |
| Thomas Jackson              | 12 mars 1904     | 16 mars 1907       | 6          | 0    |
| Alex James                  | 31 octobre 1925  | 26 octobre 1932    | 8          | 3    |
| Sandy Jardine               | 11 novembre 1970 | 19 décembre 1979   | 38         | 1    |
| Drew Jarvie (en)            | 21 avril 1971    | 22 mai 1971        | 3          | 0    |
| Tom Jenkinson               | 19 février 1887  | 19 février 1887    | 1          | 1    |
| Eoin Jess                   | 18 novembre 1992 | 9 juin 1999        | 18         | 2    |
| Allan Johnston              | 10 octobre 1998  | 7 septembre 2002   | 18         | 2    |
| Bert Johnston (en)          | 8 décembre 1937  | 8 décembre 1937    | 1          | 0    |
| James Johnston              | 10 mars 1888     | 10 mars 1888       | 1          | 0    |
| Leslie Johnston (en)        | 28 avril 1948    | 17 mai 1948        | 2          | 1    |
| Mo Johnston                 | 28 février 1984  | 13 novembre 1991   | 38         | 14   |
| Willie Johnston             | 13 octobre 1965  | 20 mai 1978        | 22         | 2    |
| Bobby Johnstone             | 14 avril 1951    | 14 avril 1956      | 17         | 10   |
| Derek Johnstone             | 12 mai 1973      | 19 décembre 1979   | 14         | 2    |
| Jimmy Johnstone             | 3 octobre 1964   | 20 novembre 1974   | 23         | 2    |
| John Johnstone (en)         | 24 mars 1894     | 24 mars 1894       | 1          | 1    |
| John Johnstone (né en 1902) | 26 octobre 1929  | 26 octobre 1932    | 3          | 0    |
| William Johnstone           | 19 février 1887  | 5 avril 1890       | 3          | 1    |
| Joe Jordan                  | 19 mai 1973      | 22 juin 1982       | 52         | 11   |

## K
| Nom                                 | 1re sélection     | Dernière sélection | Sélections | Buts |
| ----------------------------------- | ----------------- | ------------------ | ---------- | ---- |
| John Kay                            | 13 mars 1880      | 29 mars 1884       | 6          | 5    |
| Alexander Keillor                   | 21 mars 1891      | 20 mars 1897       | 6          | 2    |
| Leitch Keir                         | 23 mars 1885      | 17 mars 1888       | 5          | 1    |
| Hughie Kelly (en)                   | 30 avril 1952     | 30 avril 1952      | 1          | 0    |
| James Kelly                         | 17 mars 1888      | 28 mars 1896       | 8          | 1    |
| John Kelly (en)                     | 23 octobre 1948   | 17 novembre 1948   | 2          | 0    |
| Liam Kelly                          | 14 novembre 2012  | 14 novembre 2012   | 1          | 0    |
| Bob Kelso                           | 14 mars 1885      | 26 mars 1898       | 7          | 0    |
| Tommy Kelso (en)                    | 28 février 1914   | 28 février 1914    | 1          | 0    |
| Joe Kennaway                        | 29 novembre 1933  | 29 novembre 1933   | 1          | 0    |
| Alexander Kennedy                   | 6 mars 1875       | 29 mars 1884       | 6          | 0    |
| Jack Kennedy (en)                   | 20 mars 1897      | 20 mars 1897       | 1          | 0    |
| Jim Kennedy                         | 20 novembre 1963  | 25 novembre 1964   | 6          | 0    |
| John Kennedy                        | 31 mars 2004      | 31 mars 2004       | 1          | 0    |
| Sam Kennedy                         | 6 mars 1905       | 6 mars 1905        | 1          | 0    |
| Stewart Kennedy                     | 16 avril 1975     | 24 mai 1975        | 5          | 0    |
| Stuart Kennedy                      | 22 février 1978   | 18 novembre 1981   | 8          | 0    |
| Garry Kenneth                       | 11 août 2010      | 16 novembre 2010   | 2          | 0    |
| George Ker                          | 13 mars 1880      | 25 mars 1882       | 5          | 10   |
| William Ker (en)                    | 30 novembre 1872  | 8 mars 1873        | 2          | 0    |
| Andy Kerr (en)                      | 19 mai 1955       | 29 mai 1955        | 2          | 0    |
| Brian Kerr                          | 27 mai 2003       | 30 mai 2004        | 3          | 0    |
| Peter Kerr (en)                     | 1er mars 1924     | 1er mars 1924      | 1          | 0    |
| George Key (en)                     | 1er mars 1902     | 1er mars 1902      | 1          | 0    |
| William Key                         | 16 mars 1907      | 16 mars 1907       | 1          | 0    |
| Alexander King                      | 21 mars 1896      | 25 mars 1899       | 6          | 1    |
| James King (en)                     | 17 septembre 1932 | 16 septembre 1933  | 2          | 1    |
| William King                        | 27 octobre 1928   | 27 octobre 1928    | 1          | 0    |
| Stephen Kingsley                    | 4 juin 2016       | 4 juin 2016        | 1          | 0    |
| Jimmy Kinloch                       | 4 mars 1922       | 4 mars 1922        | 1          | 0    |
| Arthur Kinnaird, 11th Lord Kinnaird | 8 mars 1873       | 8 mars 1873        | 1          | 0    |
| David Kinnear (en)                  | 8 décembre 1937   | 8 décembre 1937    | 1          | 1    |
| Kevin Kyle                          | 16 mai 2002       | 14 novembre 2009   | 10         | 1    |

## L
| Nom                     | 1re sélection     | Dernière sélection | Sélections | Buts |
| ----------------------- | ----------------- | ------------------ | ---------- | ---- |
| John Lambie (en)        | 20 mars 1886      | 17 mars 1888       | 3          | 1    |
| William Lambie          | 19 mars 1892      | 3 avril 1897       | 9          | 5    |
| Paul Lambert            | 21 mai 1995       | 10 septembre 2003  | 40         | 1    |
| W. Lamont               | 14 mars 1885      | 14 mars 1885       | 1          | 1    |
| Archibald Lang          | 27 mars 1880      | 27 mars 1880       | 1          | 0    |
| James Lang (en)         | 25 mars 1876      | 23 mars 1878       | 2          | 2    |
| Alex Latta (en)         | 10 mars 1888      | 13 avril 1889      | 2          | 2    |
| Denis Law               | 18 octobre 1958   | 14 juin 1974       | 55         | 30   |
| George Law (en)         | 5 mars 1910       | 2 avril 1910       | 3          | 0    |
| Tommy Law               | 31 mars 1928      | 5 avril 1930       | 2          | 0    |
| Jimmy Lawrence (en)     | 1er avril 1911    | 1er avril 1911     | 1          | 0    |
| Tommy Lawrence          | 9 juin 1963       | 3 mai 1969         | 3          | 0    |
| Denis Lawson (en)       | 14 avril 1923     | 14 avril 1923      | 1          | 0    |
| Robert Leckie (en)      | 30 novembre 1872  | 30 novembre 1872   | 1          | 0    |
| Graham Leggat           | 14 avril 1956     | 5 juin 1960        | 18         | 8    |
| Jim Leighton            | 13 octobre 1982   | 10 octobre 1998    | 91         | 0    |
| Willie Lennie (en)      | 7 mars 1908       | 14 mars 1908       | 2          | 1    |
| Bobby Lennox            | 16 novembre 1966  | 22 avril 1970      | 10         | 3    |
| Lawrie Leslie           | 22 octobre 1960   | 14 mai 1961        | 5          | 0    |
| Craig Levein            | 28 mars 1990      | 16 novembre 1994   | 16         | 0    |
| Billy Liddell           | 15 mai 1946       | 8 octobre 1955     | 29         | 8    |
| Danny Liddle            | 16 mai 1931       | 24 mai 1931        | 3          | 0    |
| David Lindsay           | 21 mars 1903      | 21 mars 1903       | 1          | 0    |
| John Lindsay (en)       | 17 mars 1888      | 1er avril 1893     | 3          | 0    |
| Joseph Lindsay          | 27 mars 1880      | 27 mars 1886       | 8          | 6    |
| Alec Linwood (en)       | 9 novembre 1949   | 9 novembre 1949    | 1          | 1    |
| John Little (en)        | 6 mai 1953        | 6 mai 1953         | 1          | 0    |
| George Livingstone (en) | 7 avril 1906      | 4 mars 1907        | 2          | 0    |
| Alex Lochhead           | 15 avril 1889     | 15 avril 1889      | 1          | 0    |
| James Logan (en)        | 21 mars 1891      | 21 mars 1891       | 1          | 1    |
| Tommy Logan (en)        | 15 mars 1913      | 15 mars 1913       | 1          | 0    |
| Jimmy Logie (en)        | 5 novembre 1952   | 5 novembre 1952    | 1          | 0    |
| Willie Loney (en)       | 5 mars 1910       | 19 mars 1910       | 2          | 0    |
| Hugh Long (en)          | 27 novembre 1946  | 27 novembre 1946   | 1          | 0    |
| William Longair (en)    | 31 mars 1894      | 31 mars 1894       | 1          | 0    |
| Peter Lorimer           | 5 novembre 1969   | 17 décembre 1975   | 21         | 4    |
| Andy Love (en)          | 16 mai 1931       | 24 mai 1931        | 3          | 1    |
| Alex Low                | 16 septembre 1933 | 16 septembre 1933  | 1          | 0    |
| James Low               | 28 mars 1891      | 28 mars 1891       | 1          | 1    |
| Tommy Low (en)          | 27 mars 1897      | 27 mars 1897       | 1          | 0    |
| Wilf Low                | 6 mars 1911       | 10 avril 1920      | 5          | 0    |
| James Lowe              | 19 février 1887   | 19 février 1887    | 1          | 1    |
| James Lundie            | 10 avril 1886     | 10 avril 1886      | 1          | 0    |
| Jack Lyall              | 1er avril 1905    | 1er avril 1905     | 1          | 0    |

## M
| Nom                    | 1re sélection     | Dernière sélection | Sélections | Buts |
| ---------------------- | ----------------- | ------------------ | ---------- | ---- |
| J. McAdam              | 27 mars 1880      | 27 mars 1880       | 1          | 1    |
| Brian McAllister       | 27 mai 1997       | 8 juin 1997        | 3          | 0    |
| Gary McAllister        | 25 avril 1990     | 31 mars 1999       | 57         | 5    |
| Jamie McAllister       | 30 mai 2004       | 30 mai 2004        | 1          | 0    |
| Lou Macari             | 24 mai 1972       | 7 juin 1978        | 24         | 5    |
| Daniel McArthur (en)   | 30 mars 1895      | 18 mars 1899       | 3          | 0    |
| James McArthur         | 16 novembre 2010  | 8 octobre 2017     | 32         | 4    |
| Andrew McAtee (en)     | 3 mars 1913       | 3 mars 1913        | 1          | 0    |
| Archie Macaulay        | 12 avril 1947     | 23 mai 1948        | 7          | 0    |
| J. McAulay             | 26 janvier 1884   | 26 janvier 1884    | 1          | 0    |
| James McAulay          | 25 mars 1882      | 21 mars 1887       | 9          | 1    |
| Bob McAuley (en)       | 19 septembre 1931 | 31 octobre 1931    | 2          | 0    |
| Frank McAvennie        | 20 novembre 1985  | 17 février 1988    | 5          | 1    |
| Edward McBain (en)     | 24 mars 1894      | 24 mars 1894       | 1          | 0    |
| Neil McBain            | 8 avril 1922      | 16 février 1924    | 3          | 0    |
| Joe McBride            | 22 octobre 1966   | 16 novembre 1966   | 2          | 0    |
| Peter McBride          | 9 avril 1904      | 1er mars 1909      | 6          | 0    |
| Archie McCall (en)     | 24 mars 1888      | 24 mars 1888       | 1          | 0    |
| James McCall           | 10 avril 1886     | 5 avril 1890       | 5          | 2    |
| Stuart McCall          | 28 mars 1990      | 25 mars 1998       | 40         | 1    |
| Jim McCalliog          | 15 avril 1967     | 21 avril 1971      | 5          | 1    |
| Neil McCallum (en)     | 24 mars 1888      | 24 mars 1888       | 1          | 1    |
| Neil McCann            | 3 septembre 1998  | 12 novembre 2005   | 26         | 3    |
| Robert McCann          | 6 mai 1959        | 15 avril 1961      | 5          | 0    |
| Bill McCartney (en)    | 1er mars 1902     | 1er mars 1902      | 1          | 0    |
| Brian McClair          | 12 novembre 1986  | 2 juin 1993        | 30         | 2    |
| Allan McClory (en)     | 30 octobre 1926   | 21 novembre 1934   | 3          | 0    |
| Peter McCloy           | 12 mai 1973       | 30 juin 1973       | 4          | 0    |
| Philip McCloy          | 12 avril 1924     | 4 avril 1925       | 2          | 0    |
| Ian McColl             | 15 avril 1950     | 19 avril 1958      | 14         | 0    |
| Robert Smyth McColl    | 21 mars 1896      | 14 mars 1908       | 13         | 13   |
| William McColl (en)    | 23 mars 1895      | 23 mars 1895       | 1          | 0    |
| Ally McCoist           | 29 avril 1986     | 10 octobre 1998    | 61         | 19   |
| Andy McCombie (en)     | 9 mars 1903       | 1er avril 1905     | 4          | 0    |
| John McCorkindale      | 21 mars 1891      | 21 mars 1891       | 1          | 0    |
| Ross McCormack         | 30 mai 2008       | 29 mai 2016        | 13         | 2    |
| Bob McCormick (en)     | 10 avril 1886     | 10 avril 1886      | 1          | 1    |
| David McCrae           | 26 mai 1929       | 1er juin 1929      | 2          | 0    |
| Andrew McCreadie (en)  | 18 mars 1893      | 7 avril 1894       | 2          | 0    |
| Eddie McCreadie        | 10 avril 1965     | 17 mai 1969        | 23         | 0    |
| David McCulloch        | 21 novembre 1934  | 7 décembre 1938    | 7          | 3    |
| Lee McCulloch          | 13 octobre 2004   | 12 octobre 2010    | 18         | 1    |
| Alex MacDonald         | 7 avril 1976      | 7 avril 1976       | 1          | 0    |
| John McDonald          | 27 mars 1886      | 27 mars 1886       | 1          | 0    |
| Joe McDonald (en)      | 8 octobre 1955    | 9 novembre 1955    | 2          | 0    |
| Jimmy McDougall        | 16 mai 1931       | 20 mai 1931        | 2          | 0    |
| Jock McDougall (en)    | 27 février 1926   | 27 février 1926    | 1          | 0    |
| John McDougall         | 3 mars 1877       | 7 avril 1879       | 5          | 4    |
| Ted MacDougall         | 16 avril 1975     | 17 décembre 1975   | 7          | 3    |
| James McEveley         | 22 août 2007      | 26 mars 2008       | 3          | 0    |
| James McFadden         | 20 mai 2002       | 7 septembre 2010   | 48         | 15   |
| Sandy MacFarlane       | 12 mars 1904      | 6 mars 1911        | 5          | 1    |
| Willie McFarlane (en)  | 24 mai 1947       | 24 mai 1947        | 1          | 0    |
| Willie MacFadyen       | 4 octobre 1933    | 29 novembre 1933   | 2          | 2    |
| Rab Macfarlane (en)    | 21 mars 1896      | 21 mars 1896       | 1          | 0    |
| Ernie McGarr (en)      | 21 septembre 1969 | 5 novembre 1969    | 2          | 0    |
| Frank McGarvey         | 22 mars 1979      | 28 février 1984    | 7          | 0    |
| Alex McGeoch (en)      | 4 mars 1876       | 5 mars 1877        | 4          | 0    |
| James McGhee (en)      | 10 avril 1886     | 10 avril 1886      | 1          | 0    |
| Mark McGhee            | 12 juin 1983      | 26 mai 1984        | 4          | 2    |
| John McGinlay          | 20 avril 1994     | 2 avril 1997       | 13         | 4    |
| John McGinn            | 29 mars 2016      | 9 novembre 2017    | 5          | 0    |
| William McGonagle      | 1er avril 1933    | 21 novembre 1934   | 6          | 0    |
| Jimmy McGowan          | 23 janvier 1946   | 23 janvier 1946    | 1          | 0    |
| Danny McGrain          | 12 mai 1973       | 22 juin 1982       | 62         | 0    |
| Allan McGregor         | 30 mai 2007       | 22 mars 2017       | 36         | 0    |
| Callum McGregor        | 9 novembre 2017   | 9 novembre 2017    | 1          | 0    |
| John McGregor (en)     | 3 mars 1877       | 13 mars 1880       | 4          | 1    |
| Jackie McGrory (en)    | 21 octobre 1964   | 18 juin 1966       | 3          | 0    |
| Jimmy McGrory          | 25 février 1928   | 16 septembre 1933  | 7          | 6    |
| William McGuire        | 12 mars 1881      | 14 mars 1881       | 2          | 0    |
| Francis McGurk (en)    | 4 octobre 1933    | 4 octobre 1933     | 1          | 0    |
| Hugh McHardy           | 14 mars 1885      | 14 mars 1885       | 1          | 0    |
| Alan McInally          | 8 février 1989    | 11 juin 1990       | 8          | 3    |
| Jim McInally           | 1er avril 1987    | 28 avril 1993      | 10         | 0    |
| Tommy McInally (en)    | 27 février 1926   | 30 octobre 1926    | 2          | 0    |
| Derek McInnes          | 21 août 2002      | 20 novembre 2002   | 2          | 0    |
| Tom McInnes (en)       | 9 mars 1889       | 9 mars 1889        | 1          | 1    |
| William McIntosh       | 18 mars 1905      | 18 mars 1905       | 1          | 0    |
| Andrew McIntyre        | 2 mars 1878       | 11 mars 1882       | 2          | 0    |
| Hugh McIntyre (en)     | 27 mars 1880      | 27 mars 1880       | 1          | 0    |
| James McIntyre (en)    | 29 mars 1884      | 29 mars 1884       | 1          | 0    |
| Craig Mackail-Smith    | 27 mars 2011      | 27 mai 2012        | 7          | 1    |
| Barrie McKay           | 4 juin 2016       | 4 juin 2016        | 1          | 0    |
| Bobby McKay (en)       | 29 octobre 1927   | 29 octobre 1927    | 1          | 0    |
| Dave Mackay            | 26 mai 1957       | 2 octobre 1965     | 22         | 4    |
| Duncan MacKay          | 11 avril 1959     | 6 mai 1962         | 14         | 0    |
| Gary Mackay            | 11 novembre 1987  | 22 mars 1988       | 4          | 1    |
| John Reid McKay        | 16 février 1924   | 16 février 1924    | 1          | 0    |
| Malky Mackay           | 28 avril 2004     | 8 septembre 2004   | 5          | 0    |
| Gary Mackay-Steven     | 15 novembre 2013  | 15 novembre 2013   | 1          | 0    |
| Bobby McKean (en)      | 7 avril 1976      | 7 avril 1976       | 1          | 0    |
| Duncan McKenzie        | 10 novembre 1937  | 10 novembre 1937   | 1          | 0    |
| John Mackenzie         | 4 novembre 1953   | 2 mai 1956         | 9          | 1    |
| Thomas McKeown         | 9 mars 1889       | 5 avril 1890       | 2          | 0    |
| James McKie (en)       | 19 mars 1898      | 19 mars 1898       | 1          | 2    |
| James Mackie           | 8 octobre 2010    | 16 octobre 2012    | 9          | 2    |
| Tom McKillop (en)      | 21 mai 1938       | 21 mai 1938        | 1          | 0    |
| Stewart McKimmie       | 27 mai 1989       | 29 mai 1996        | 40         | 1    |
| Billy McKinlay         | 17 novembre 1993  | 14 octobre 1998    | 29         | 4    |
| Donald McKinlay        | 4 février 1922    | 4 mars 1922        | 2          | 0    |
| Tosh McKinlay          | 16 août 1995      | 23 juin 1998       | 22         | 0    |
| Angus MacKinnon (en)   | 7 mars 1874       | 7 mars 1874        | 1          | 1    |
| Billy MacKinnon        | 30 novembre 1872  | 5 avril 1879       | 9          | 5    |
| Rob McKinnon           | 17 novembre 1993  | 7 juin 1995        | 3          | 0    |
| Ronnie McKinnon        | 9 novembre 1965   | 14 juin 1971       | 28         | 1    |
| William McKinnon (en)  | 10 mars 1883      | 29 mars 1884       | 4          | 0    |
| Alan McLaren           | 17 mai 1992       | 15 novembre 1995   | 24         | 0    |
| Andy McLaren (en)      | 12 avril 1947     | 12 novembre 1947   | 4          | 4    |
| Andy McLaren (en)      | 25 avril 2001     | 25 avril 2001      | 1          | 0    |
| James McLaren (en)     | 10 mars 1888      | 5 avril 1890       | 3          | 1    |
| Sandy McLaren          | 26 mai 1929       | 26 octobre 1932    | 5          | 0    |
| Adam McLean (en)       | 31 octobre 1925   | 2 avril 1927       | 4          | 1    |
| David McLean           | 23 mars 1912      | 23 mars 1912       | 1          | 0    |
| Duncan McLean (en)     | 21 mars 1896      | 27 mars 1897       | 2          | 0    |
| George McLean (en)     | 30 mai 1968       | 30 mai 1968        | 1          | 0    |
| Kenny McLean           | 24 mars 2016      | 9 novembre 2017    | 2          | 0    |
| Tommy McLean           | 16 octobre 1968   | 9 juin 1971        | 6          | 1    |
| Alex McLeish           | 26 mars 1980      | 17 février 1993    | 77         | 0    |
| Donald McLeod (en)     | 18 mars 1905      | 7 avril 1906       | 4          | 0    |
| John McLeod            | 24 mars 1888      | 18 mars 1893       | 5          | 0    |
| Johnny MacLeod (en)    | 15 avril 1961     | 14 mai 1961        | 4          | 0    |
| Murdo MacLeod          | 25 mai 1985       | 6 février 1991     | 20         | 1    |
| William McLeod         | 20 mars 1886      | 20 mars 1886       | 1          | 0    |
| Alex McLintock (en)    | 6 mars 1875       | 13 mars 1880       | 3          | 0    |
| Frank McLintock        | 4 juin 1963       | 22 mai 1971        | 9          | 1    |
| Jimmy McLuckie (en)    | 4 octobre 1933    | 4 octobre 1933     | 1          | 0    |
| Sandy McMahon          | 2 avril 1892      | 15 mars 1902       | 6          | 6    |
| Stephen McManus        | 11 octobre 2006   | 12 octobre 2010    | 26         | 2    |
| Jimmy McMenemy         | 18 mars 1905      | 13 mars 1920       | 12         | 5    |
| John McMenemy (en)     | 4 octobre 1933    | 4 octobre 1933     | 1          | 0    |
| Ian McMillan           | 5 avril 1952      | 14 mai 1961        | 6          | 2    |
| James McMillan         | 20 mars 1897      | 20 mars 1897       | 1          | 0    |
| Thomas McMillan (en)   | 9 février 1887    | 9 février 1887     | 1          | 0    |
| Jimmy McMullan         | 26 février 1920   | 13 avril 1929      | 16         | 0    |
| Alex McNab (en)        | 26 février 1921   | 9 avril 1921       | 2          | 0    |
| Colin McNab            | 25 octobre 1930   | 9 avril 1932       | 6          | 0    |
| Jock McNab             | 17 mars 1923      | 17 mars 1923       | 1          | 0    |
| Sandy McNab (en)       | 9 mai 1937        | 15 avril 1939      | 2          | 0    |
| Alec McNair            | 3 mars 1906       | 10 avril 1920      | 15         | 0    |
| Jackie McNamara        | 5 octobre 1996    | 7 septembre 2005   | 33         | 0    |
| David McNamee          | 27 mai 2004       | 13 mai 2006        | 4          | 0    |
| Willie McNaught        | 21 octobre 1950   | 3 novembre 1954    | 5          | 0    |
| Kevin McNaughton       | 17 avril 2002     | 30 mai 2008        | 4          | 0    |
| Henry McNeil           | 7 mars 1874       | 14 mars 1881       | 10         | 6    |
| Moses McNeil           | 25 mars 1876      | 13 mars 1880       | 2          | 0    |
| Billy McNeill          | 15 avril 1961     | 27 mai 1972        | 29         | 3    |
| Bob McPhail            | 2 avril 1927      | 10 novembre 1937   | 17         | 7    |
| John McPhail           | 9 novembre 1949   | 3 octobre 1953     | 5          | 3    |
| Dave McPherson         | 26 avril 1989     | 28 avril 1993      | 27         | 0    |
| David Murray McPherson | 19 mars 1892      | 19 mars 1892       | 1          | 0    |
| John McPherson         | 6 mars 1875       | 6 mars 1875        | 1          | 0    |
| John McPherson         | 5 avril 1879      | 14 mars 1885       | 8          | 0    |
| John McPherson         | 10 mars 1888      | 27 mars 1897       | 9          | 6    |
| John McPherson         | 4 avril 1891      | 4 avril 1891       | 1          | 0    |
| Robert McPherson       | 11 mars 1882      | 11 mars 1882       | 1          | 1    |
| Gordon McQueen         | 1er juin 1974     | 16 mai 1981        | 30         | 5    |
| Matt McQueen           | 22 mars 1890      | 21 mars 1891       | 2          | 0    |
| Danny McRorie (en)     | 25 octobre 1930   | 25 octobre 1930    | 1          | 0    |
| Alex McSpadyen (en)    | 7 décembre 1938   | 15 avril 1939      | 2          | 0    |
| Paul McStay            | 21 septembre 1983 | 2 avril 1997       | 76         | 9    |
| Willie McStay          | 12 février 1921   | 25 février 1928    | 13         | 0    |
| Gary McSwegan          | 5 octobre 1999    | 9 octobre 1999     | 2          | 1    |
| John McTavish          | 19 mars 1910      | 19 mars 1910       | 1          | 0    |
| George McWattie (en)   | 23 février 1901   | 2 mars 1901        | 2          | 0    |
| Peter McWilliam        | 1er avril 1905    | 6 mars 1911        | 8          | 0    |
| Jake Madden            | 18 mars 1893      | 23 mars 1895       | 2          | 5    |
| Bobby Main (en)        | 30 octobre 1937   | 30 octobre 1937    | 1          | 0    |
| James Main (en)        | 15 mars 1909      | 15 mars 1909       | 1          | 0    |
| Chris Maguire          | 9 février 2011    | 29 mai 2011        | 2          | 0    |
| Willie Maley           | 25 mars 1893      | 1er avril 1893     | 2          | 0    |
| Shaun Maloney          | 8 octobre 2005    | 4 juin 2016        | 47         | 7    |
| Maurice Malpas         | 1er juin 1984     | 18 novembre 1992   | 55         | 0    |
| David Marshall         | 18 août 2004      | 11 octobre 2016    | 27         | 0    |
| Gordon Marshall        | 17 mai 1992       | 17 mai 1992        | 1          | 0    |
| Harry Marshall (en)    | 18 mars 1899      | 3 mars 1900        | 2          | 1    |
| Jack Marshall          | 12 février 1921   | 16 février 1924    | 7          | 0    |
| James Marshall (en)    | 9 avril 1932      | 14 avril 1934      | 3          | 0    |
| John Marshall (en)     | 14 mars 1885      | 21 mars 1887       | 4          | 1    |
| Robert Marshall (en)   | 19 mars 1892      | 31 mars 1894       | 2          | 0    |
| Brian Martin           | 21 mai 1995       | 24 mai 1995        | 2          | 0    |
| Chris Martin           | 28 mai 2014       | 8 octobre 2017     | 17         | 3    |
| Fred Martin            | 5 mai 1954        | 2 avril 1955       | 6          | 0    |
| Neil Martin            | 23 mai 1965       | 9 novembre 1965    | 3          | 0    |
| Russell Martin         | 25 mai 2011       | 26 mars 2017       | 29         | 0    |
| John Martis (en)       | 22 octobre 1960   | 22 octobre 1960    | 1          | 0    |
| Jimmy Mason            | 23 avril 1948     | 27 mai 1951        | 7          | 4    |
| Alex Massie            | 19 septembre 1931 | 30 octobre 1937    | 18         | 1    |
| Don Masson             | 6 mai 1976        | 3 juin 1978        | 17         | 5    |
| David Mathers          | 25 mai 1954       | 25 mai 1954        | 1          | 0    |
| Dominic Matteo         | 15 novembre 2000  | 27 mars 2002       | 6          | 0    |
| William Maxwell        | 2 avril 1898      | 2 avril 1898       | 1          | 0    |
| John May               | 3 mars 1906       | 1er mars 1909      | 5          | 0    |
| Stevie May             | 18 novembre 2014  | 18 novembre 2014   | 1          | 0    |
| Peter Meehan (en)      | 28 mars 1896      | 28 mars 1896       | 1          | 0    |
| David Meiklejohn       | 4 février 1922    | 29 novembre 1933   | 15         | 3    |
| Alex Menzies (en)      | 7 avril 1906      | 7 avril 1906       | 1          | 0    |
| Bob Mercer (en)        | 2 mars 1912       | 15 mars 1913       | 2          | 0    |
| Robert Middleton       | 22 février 1930   | 22 février 1930    | 1          | 0    |
| Jimmy Millar (en)      | 3 avril 1897      | 2 avril 1898       | 3          | 2    |
| Jimmy Millar           | 8 mai 1963        | 9 juin 1963        | 2          | 0    |
| Archie Miller (en)     | 9 novembre 1938   | 9 novembre 1938    | 1          | 0    |
| Charlie Miller         | 25 avril 2001     | 25 avril 2001      | 1          | 0    |
| John Miller            | 28 mars 1931      | 14 avril 1934      | 5          | 0    |
| Lee Miller             | 13 mai 2006       | 10 octobre 2009    | 3          | 0    |
| Kenny Miller           | 25 avril 2001     | 14 août 2013       | 69         | 18   |
| Peter Miller           | 11 mars 1882      | 12 mars 1883       | 3          | 0    |
| Tom Miller             | 10 avril 1920     | 9 avril 1921       | 3          | 2    |
| William Miller         | 4 mars 1876       | 4 mars 1876        | 1          | 0    |
| Willie Miller          | 19 octobre 1946   | 12 novembre 1947   | 6          | 0    |
| Willie Miller          | 1er juin 1975     | 15 novembre 1989   | 65         | 1    |
| Willie Mills (en)      | 5 octobre 1935    | 2 décembre 1936    | 3          | 0    |
| John Milne (en)        | 9 avril 1938      | 15 avril 1939      | 2          | 0    |
| Bobby Mitchell         | 12 mai 1951       | 16 mai 1951        | 2          | 1    |
| David Mitchell         | 29 mars 1890      | 7 avril 1894       | 5          | 0    |
| James Mitchell (en)    | 14 mars 1908      | 19 mars 1910       | 3          | 0    |
| Neil Mochan            | 19 mai 1954       | 19 juin 1954       | 3          | 0    |
| Willie Moir            | 15 avril 1950     | 15 avril 1950      | 1          | 0    |
| Bobby Moncur           | 30 mai 1968       | 27 mai 1972        | 16         | 0    |
| Hugh Morgan            | 19 mars 1898      | 8 avril 1899       | 2          | 0    |
| Willie Morgan          | 21 octobre 1967   | 22 juin 1974       | 21         | 1    |
| David Morris           | 3 mars 1923       | 4 avril 1925       | 6          | 1    |
| Henry Morris (en)      | 1er octobre 1949  | 1er octobre 1949   | 1          | 3    |
| James Morrison         | 30 mai 2008       | 5 octobre 2017     | 46         | 3    |
| Tom Morrison (en)      | 2 avril 1927      | 2 avril 1927       | 1          | 0    |
| Alan Morton            | 26 février 1920   | 8 mai 1932         | 31         | 5    |
| Hugh Morton (en)       | 1er juin 1929     | 4 juin 1929        | 2          | 0    |
| Jackie Mudie           | 20 octobre 1956   | 15 juin 1958       | 17         | 9    |
| Willie Muir (en)       | 16 mars 1907      | 16 mars 1907       | 1          | 0    |
| Tommy Muirhead         | 4 mars 1922       | 26 octobre 1929    | 8          | 0    |
| Charlie Mulgrew        | 29 février 2012   | 9 novembre 2017    | 32         | 2    |
| George Mulhall (en)    | 3 octobre 1959    | 12 octobre 1963    | 3          | 1    |
| Alex Munro (en)        | 31 octobre 1936   | 21 mai 1938        | 3          | 1    |
| Iain Munro             | 2 juin 1979       | 24 mai 1980        | 7          | 0    |
| Frank Munro            | 18 mai 1971       | 1er juin 1975      | 9          | 0    |
| Neil Munro (en)        | 10 mars 1888      | 13 avril 1889      | 2          | 2    |
| Bobby Murdoch          | 9 novembre 1965   | 5 novembre 1969    | 12         | 5    |
| John Murdoch           | 21 février 1931   | 21 février 1931    | 1          | 0    |
| Frank Murphy (en)      | 21 mai 1938       | 21 mai 1938        | 1          | 1    |
| Ian Murray             | 15 octobre 2002   | 13 mai 2006        | 6          | 0    |
| Jimmy Murray           | 19 avril 1958     | 15 juin 1958       | 5          | 0    |
| John Murray            | 23 mars 1895      | 23 mars 1895       | 1          | 0    |
| John Murray (en)       | 22 mars 1890      | 22 mars 1890       | 1          | 0    |
| Pat Murray (en)        | 28 mars 1896      | 20 mars 1897       | 2          | 1    |
| Steve Murray (en)      | 10 novembre 1971  | 10 novembre 1971   | 1          | 0    |
| Graeme Murty           | 18 février 2004   | 17 octobre 2007    | 4          | 0    |
| George Mutch (en)      | 9 avril 1938      | 9 avril 1938       | 1          | 0    |

## N
| Nom                | 1re sélection     | Dernière sélection | Sélections | Buts |
| ------------------ | ----------------- | ------------------ | ---------- | ---- |
| Steven Naismith    | 6 juin 2007       | 26 mars 2017       | 45         | 7    |
| Charlie Napier     | 9 avril 1932      | 9 mai 1937         | 5          | 3    |
| David Narey        | 27 avril 1977     | 8 février 1989     | 35         | 1    |
| Gary Naysmith      | 30 mai 2000       | 1er avril 2009     | 46         | 1    |
| Robert Neil (en)   | 21 mars 1896      | 3 février 1900     | 2          | 2    |
| Robert Neill       | 25 mars 1876      | 13 mars 1880       | 5          | 0    |
| Robbie Neilson     | 11 octobre 2006   | 11 octobre 2006    | 1          | 0    |
| Peter Nellies (en) | 15 mars 1913      | 28 février 1914    | 2          | 0    |
| James Nelson       | 14 février 1925   | 18 mai 1930        | 4          | 0    |
| Pat Nevin          | 26 mars 1986      | 27 mars 1996       | 28         | 5    |
| Tommy Niblo        | 9 avril 1904      | 9 avril 1904       | 1          | 0    |
| Joe Nibloe         | 13 avril 1929     | 8 mai 1932         | 11         | 0    |
| Charlie Nicholas   | 24 mai 1983       | 26 avril 1989      | 20         | 5    |
| Barry Nicholson    | 25 avril 2001     | 17 novembre 2004   | 3          | 0    |
| Steve Nicol        | 12 septembre 1984 | 11 septembre 1991  | 27         | 0    |
| James Nisbet       | 26 mai 1929       | 4 juin 1929        | 3          | 2    |
| James B. Niven     | 14 mars 1885      | 14 mars 1885       | 1          | 0    |

## O
| Nom                 | 1re sélection    | Dernière sélection | Sélections | Buts |
| ------------------- | ---------------- | ------------------ | ---------- | ---- |
| Garry O'Connor      | 17 avril 2002    | 9 septembre 2009   | 16         | 4    |
| Frank O'Donnell     | 17 avril 1937    | 21 mai 1938        | 6          | 2    |
| Phil O'Donnell      | 8 septembre 1993 | 8 septembre 1993   | 1          | 0    |
| Duncan Ogilvie (en) | 29 novembre 1933 | 29 novembre 1933   | 1          | 0    |
| John O'Hare         | 18 avril 1970    | 24 mai 1972        | 13         | 5    |
| Brian O'Neil        | 27 mars 1996     | 17 août 2005       | 7          | 0    |
| John O’Neil (en)    | 25 avril 2001    | 25 avril 2001      | 1          | 0    |
| Willie Ormond       | 3 avril 1954     | 11 avril 1959      | 6          | 2    |
| Frank O’Rourke (en) | 16 mars 1907     | 16 mars 1907       | 1          | 1    |
| James Orr           | 26 mars 1892     | 26 mars 1892       | 1          | 0    |
| Ronald Orr (en)     | 3 mars 1900      | 9 avril 1904       | 4          | 1    |
| Tommy Orr (en)      | 6 octobre 1951   | 14 novembre 1951   | 2          | 1    |
| Willie Orr (en)     | 21 mars 1903     | 21 mars 1903       | 1          | 0    |
| Bobby Orrock        | 3 mars 1913      | 3 mars 1913        | 1          | 0    |
| Jimmy Oswald (en)   | 13 avril 1889    | 20 mars 1897       | 3          | 1    |

## P
| Nom                      | 1re sélection    | Dernière sélection | Sélections | Buts |
| ------------------------ | ---------------- | ------------------ | ---------- | ---- |
| Alex Parker              | 4 mai 1955       | 11 juin 1958       | 15         | 0    |
| Derek Parlane            | 12 mai 1973      | 28 mai 1977        | 12         | 1    |
| Robert Parlane           | 23 mars 1878     | 7 avril 1879       | 3          | 0    |
| Callum Paterson          | 29 mai 2016      | 11 novembre 2016   | 5          | 0    |
| George Paterson (en)     | 8 octobre 1938   | 23 janvier 1946    | 2          | 0    |
| Jim Paterson             | 16 mai 1931      | 24 mai 1931        | 3          | 0    |
| John William Paterson    | 10 avril 1920    | 10 avril 1920      | 1          | 0    |
| Andy Paton (en)          | 23 janvier 1946  | 30 mai 1952        | 3          | 0    |
| Daniel Paton (en)        | 21 mars 1896     | 21 mars 1896       | 1          | 1    |
| Michael Paton            | 10 mars 1883     | 27 mars 1886       | 5          | 0    |
| Robert Paton             | 5 avril 1879     | 7 avril 1879       | 2          | 0    |
| John Patrick (en)        | 20 mars 1897     | 3 avril 1897       | 2          | 0    |
| Harry Paul (en)          | 1er mars 1909    | 3 avril 1909       | 3          | 2    |
| William Paul (en)        | 10 mars 1888     | 22 mars 1890       | 3          | 5    |
| William Paul             | 28 mars 1891     | 28 mars 1891       | 1          | 0    |
| Stephen Pearson          | 15 novembre 2003 | 17 octobre 2007    | 10         | 0    |
| Tommy Pearson (en)       | 12 avril 1947    | 18 mai 1947        | 2          | 0    |
| Andy Penman (en)         | 11 mai 1966      | 11 mai 1966        | 1          | 0    |
| Willie Pettigrew         | 7 avril 1976     | 27 avril 1977      | 5          | 2    |
| James Phillips           | 3 mars 1877      | 23 mars 1878       | 3          | 0    |
| Matt Phillips            | 27 mai 2012      | 9 novembre 2017    | 9          | 0    |
| Jackie Plenderleith (en) | 9 novembre 1960  | 9 novembre 1960    | 1          | 0    |
| William Porteous         | 21 mars 1903     | 21 mars 1903       | 1          | 0    |
| Steven Pressley          | 29 mars 2000     | 11 octobre 2006    | 32         | 0    |
| Charlie Pringle (en)     | 12 février 1921  | 12 février 1921    | 1          | 0    |
| David Provan             | 12 octobre 1963  | 11 mai 1966        | 5          | 0    |
| Davie Provan             | 21 novembre 1979 | 28 avril 1982      | 10         | 1    |
| Peter Pursell (en)       | 28 février 1914  | 28 février 1914    | 1          | 0    |

## Q
| Nom            | 1re sélection | Dernière sélection | Sélections | Buts |
| -------------- | ------------- | ------------------ | ---------- | ---- |
| Nigel Quashie  | 27 mai 2004   | 6 septembre 2006   | 14         | 1    |
| Jimmy Quinn    | 18 mars 1905  | 23 mars 1912       | 1          | 7    |
| Pat Quinn (en) | 15 avril 1961 | 2 mai 1962         | 4          | 1    |

## R
| Nom                       | 1re sélection     | Dernière sélection | Sélections | Buts |
| ------------------------- | ----------------- | ------------------ | ---------- | ---- |
| Gavin Rae                 | 25 avril 2001     | 1er avril 2009     | 14         | 0    |
| Jim Rae (en)              | 15 avril 1889     | 29 mars 1890       | 2          | 0    |
| James Raeside             | 3 mars 1906       | 3 mars 1906        | 1          | 0    |
| Alex Raisbeck             | 7 avril 1900      | 6 avril 1907       | 8          | 0    |
| Gilbert Rankin            | 29 mars 1890      | 4 avril 1891       | 2          | 2    |
| Bobby Rankin (en)         | 26 mai 1929       | 4 juin 1929        | 3          | 2    |
| Willie Redpath            | 23 octobre 1948   | 5 avril 1952       | 9          | 0    |
| Bobby Reid (en)           | 10 novembre 1937  | 9 avril 1938       | 2          | 0    |
| James Reid                | 28 février 1914   | 1er mars 1924      | 3          | 0    |
| Willie Reid               | 6 mars 1911       | 4 avril 1914       | 9          | 4    |
| Lawrie Reilly             | 23 octobre 1948   | 6 avril 1957       | 38         | 22   |
| Harry Rennie              | 3 mars 1900       | 14 mars 1908       | 13         | 0    |
| Henry Renny-Tailyour (en) | 8 mars 1873       | 8 mars 1873        | 1          | 1    |
| Alex Rhind                | 30 novembre 1872  | 30 novembre 1872   | 1          | 0    |
| Jordan Rhodes             | 11 novembre 2011  | 22 mars 2017       | 14         | 3    |
| Andrew Richmond (en)      | 3 mars 1906       | 3 mars 1906        | 1          | 0    |
| James Richmond            | 3 mars 1877       | 25 mars 1882       | 3          | 1    |
| Tommy Ring                | 6 mai 1953        | 6 novembre 1957    | 12         | 2    |
| Bruce Rioch               | 13 mai 1975       | 11 juin 1978       | 24         | 6    |
| Derek Riordan             | 17 août 2005      | 14 novembre 2009   | 3          | 0    |
| Archie Ritchie            | 21 mars 1891      | 21 mars 1891       | 1          | 0    |
| Billy Ritchie             | 2 mai 1962        | 2 mai 1962         | 1          | 0    |
| Harry Ritchie (en)        | 17 mars 1923      | 25 février 1928    | 2          | 0    |
| John L. Ritchie (en)      | 20 mars 1897      | 20 mars 1897       | 1          | 1    |
| Matt Ritchie              | 25 mars 2015      | 1er septembre 2017 | 15         | 3    |
| Paul Ritchie              | 28 avril 1999     | 18 février 2004    | 7          | 1    |
| David Robb                | 21 avril 1971     | 14 juin 1971       | 5          | 0    |
| William Robb (en)         | 31 octobre 1925   | 29 octobre 1927    | 2          | 0    |
| Andrew Robertson          | 9 juin 1971       | 11 juin 1978       | 22         | 0    |
| Andrew Robertson          | 5 mars 2014       | 9 novembre 2017    | 20         | 2    |
| Archie Robertson          | 4 mai 1955        | 11 juin 1958       | 5          | 2    |
| David Robertson           | 19 février 1992   | 23 mars 1994       | 3          | 0    |
| George Robertson (en)     | 5 mars 1910       | 5 avril 1913       | 4          | 0    |
| George Robertson (en)     | 8 décembre 1937   | 8 décembre 1937    | 1          | 0    |
| Hugh Robertson (en)       | 29 novembre 1961  | 29 novembre 1961   | 1          | 0    |
| Jimmy Robertson (en)      | 16 mai 1931       | 20 mai 1931        | 2          | 0    |
| Jimmy Robertson (en)      | 3 octobre 1964    | 3 octobre 1964     | 1          | 0    |
| John Grant Robertson      | 12 septembre 1990 | 11 octobre 1995    | 16         | 3    |
| John Neilson Robertson    | 13 mai 1978       | 12 octobre 1983    | 28         | 8    |
| John Tait Robertson       | 2 avril 1898      | 6 mars 1905        | 16         | 2    |
| Peter Robertson (en)      | 21 mars 1903      | 21 mars 1903       | 1          | 0    |
| Scott Robertson           | 19 novembre 2008  | 11 août 2010       | 2          | 0    |
| Thomas Robertson (en)     | 9 mars 1889       | 19 mars 1892       | 4          | 0    |
| Tom Robertson             | 26 mars 1898      | 26 mars 1898       | 1          | 1    |
| William Robertson         | 19 mars 1887      | 21 mars 1887       | 2          | 1    |
| Bobby Robinson (en)       | 27 mars 1974      | 1er juin 1975      | 4          | 0    |
| Barry Robson              | 22 août 2007      | 29 février 2012    | 17         | 0    |
| Maurice Ross              | 16 mai 2002       | 19 novembre 2003   | 13         | 0    |
| Alan Rough                | 7 avril 1976      | 23 avril 1986      | 53         | 0    |
| Doug Rougvie (en)         | 13 décembre 1983  | 13 décembre 1983   | 1          | 0    |
| Archie Rowan              | 13 mars 1880      | 25 mars 1882       | 2          | 0    |
| Davie Russell             | 30 mars 1895      | 2 mars 1901        | 6          | 1    |
| John Russell              | 29 mars 1890      | 29 mars 1890       | 1          | 0    |
| Johnny Russell            | 18 novembre 2014  | 11 octobre 2015    | 4          | 0    |
| Willie Russell (en)       | 16 février 1924   | 4 avril 1925       | 2          | 0    |
| Eddie Rutherford (en)     | 23 mai 1948       | 23 mai 1948        | 1          | 0    |

## S
| Nom                  | 1re sélection    | Dernière sélection | Sélections | Buts |
| -------------------- | ---------------- | ------------------ | ---------- | ---- |
| Steven Saunders      | 16 novembre 2010 | 16 novembre 2010   | 1          | 0    |
| Bill Sawers (en)     | 23 mars 1895     | 23 mars 1895       | 1          | 0    |
| Peter Scarff         | 21 février 1931  | 21 février 1931    | 1          | 0    |
| Erich Schaedler      | 27 mars 1974     | 27 mars 1974       | 1          | 0    |
| Alex Scott           | 7 novembre 1956  | 25 juin 1966       | 16         | 5    |
| Jim Scott (en)       | 11 mai 1966      | 11 mai 1966        | 1          | 0    |
| Jocky Scott (en)     | 9 juin 1971      | 14 juin 1971       | 2          | 0    |
| Matthew Scott        | 19 mars 1898     | 19 mars 1898       | 1          | 0    |
| Robert Scott         | 31 mars 1894     | 31 mars 1894       | 1          | 0    |
| Jimmy Scoular        | 12 mai 1951      | 5 novembre 1952    | 9          | 0    |
| William Sellar       | 12 mai 1951      | 5 novembre 1952    | 9          | 0    |
| William Semple       | 10 avril 1886    | 10 avril 1886      | 1          | 0    |
| Scott Severin        | 6 octobre 2001   | 6 septembre 2006   | 15         | 0    |
| Bill Shankly         | 9 avril 1938     | 15 avril 1939      | 5          | 0    |
| Graeme Sharp         | 28 mai 1985      | 22 mars 1988       | 12         | 1    |
| Jimmy Sharp          | 12 mai 1904      | 1er mars 1909      | 5          | 0    |
| Davie Shaw           | 15 mai 1946      | 17 novembre 1948   | 9          | 0    |
| Francis Shaw         | 15 mars 1884     | 29 mars 1884       | 2          | 1    |
| Jock Shaw            | 23 janvier 1946  | 4 octobre 1947     | 6          | 0    |
| Bobby Shearer        | 15 avril 1961    | 14 mai 1961        | 4          | 0    |
| Duncan Shearer       | 20 avril 1994    | 16 août 1995       | 7          | 2    |
| Andrew Shinnie       | 14 novembre 2012 | 14 novembre 2012   | 1          | 0    |
| Donald Sillars       | 28 mars 1891     | 23 mars 1895       | 5          | 0    |
| James Simpson        | 23 mars 1895     | 6 avril 1895       | 3          | 0    |
| Jimmy Simpson        | 20 octobre 1934  | 10 novembre 1937   | 14         | 1    |
| Ronnie Simpson       | 15 avril 1967    | 6 novembre 1968    | 5          | 0    |
| George Sinclair (en) | 19 mars 1910     | 16 mars 1912       | 3          | 0    |
| Jackie Sinclair      | 18 juin 1966     | 18 juin 1966       | 1          | 0    |
| Leslie Skene (en)    | 12 mars 1904     | 12 mars 1904       | 1          | 0    |
| Tom Sloan            | 12 mars 1904     | 12 mars 1904       | 1          | 0    |
| Robert Smellie       | 19 février 1887  | 1er avril 1893     | 6          | 0    |
| Alex Smith           | 2 avril 1898     | 1er avril 1911     | 20         | 3    |
| Dave Smith           | 11 mai 1966      | 30 mai 1968        | 2          | 0    |
| Eric Smith (en)      | 27 mai 1959      | 3 juin 1959        | 2          | 0    |
| Gordon Smith         | 27 novembre 1946 | 26 mai 1957        | 18         | 4    |
| Henry Smith          | 17 février 1988  | 20 mai 1992        | 3          | 0    |
| James Smith (en)     | 30 novembre 1872 | 30 novembre 1872   | 1          | 0    |
| Jamie Smith          | 12 février 2003  | 30 avril 2003      | 2          | 0    |
| Jimmy Smith          | 20 octobre 1934  | 10 novembre 1937   | 2          | 1    |
| Jimmy Smith (en)     | 30 mai 1968      | 14 mai 1974        | 4          | 0    |
| John Smith           | 3 mars 1877      | 15 mars 1884       | 10         | 10   |
| John Smith (en)      | 12 avril 1924    | 12 avril 1924      | 1          | 0    |
| Nicol Smith          | 3 avril 1897     | 3 mai 1902         | 12         | 0    |
| Robert Smith (en)    | 30 novembre 1872 | 8 mars 1873        | 2          | 0    |
| Tom Smith (en)       | 14 avril 1934    | 9 avril 1938       | 2          | 0    |
| Robert Snodgrass     | 9 février 2011   | 8 octobre 2017     | 25         | 6    |
| Peter Somers (en)    | 18 mars 1905     | 1er mars 1909      | 4          | 0    |
| William Somers (en)  | 5 avril 1879     | 27 mars 1880       | 3          | 0    |
| George Somerville    | 27 mars 1886     | 27 mars 1886       | 1          | 1    |
| Graeme Souness       | 30 octobre 1974  | 8 juin 1986        | 54         | 4    |
| David Speedie        | 25 mai 1985      | 30 mai 1989        | 10         | 0    |
| Finlay Speedie (en)  | 9 mars 1903      | 4 avril 1903       | 3          | 2    |
| Jimmy Speirs         | 7 mars 1908      | 7 mars 1908        | 1          | 0    |
| John Spencer         | 16 novembre 1994 | 5 octobre 1996     | 13         | 0    |
| Ian St. John         | 6 mai 1959       | 10 avril 1965      | 21         | 9    |
| Pat Stanton          | 11 mai 1966      | 27 mars 1974       | 16         | 0    |
| James Stark (en)     | 15 mars 1909     | 3 avril 1909       | 2          | 0    |
| Billy Steel          | 12 avril 1947    | 6 mai 1953         | 30         | 12   |
| David Steele (en)    | 3 mars 1923      | 14 avril 1923      | 3          | 0    |
| Colin Stein          | 16 octobre 1968  | 19 mai 1973        | 21         | 9    |
| Jimmy Stephen        | 19 octobre 1946  | 12 novembre 1947   | 2          | 0    |
| George Stevenson     | 29 octobre 1927  | 20 octobre 1934    | 12         | 4    |
| Allan Stewart        | 24 mars 1888     | 15 avril 1889      | 2          | 1    |
| Andrew Stewart       | 24 mars 1894     | 24 mars 1894       | 1          | 0    |
| David Stewart        | 7 septembre 1977 | 7 septembre 1977   | 1          | 0    |
| David Stewart        | 18 mars 1893     | 27 mars 1897       | 3          | 0    |
| Duncan Stewart       | 24 mars 1888     | 24 mars 1888       | 1          | 0    |
| George Stewart (en)  | 3 mars 1906      | 6 avril 1907       | 4          | 0    |
| Jim Stewart          | 15 juin 1977     | 25 octobre 1978    | 2          | 0    |
| Michael Stewart (en) | 17 avril 2002    | 20 août 2008       | 4          | 0    |
| Ray Stewart          | 16 mai 1981      | 18 février 1987    | 10         | 1    |
| William Stewart      | 26 mars 1898     | 3 mars 1900        | 2          | 1    |
| Robbie Stockdale     | 17 avril 2002    | 21 août 2002       | 5          | 0    |
| David Storrier (en)  | 18 mars 1899     | 8 avril 1899       | 3          | 0    |
| Gordon Strachan      | 16 mai 1980      | 25 mars 1992       | 50         | 5    |
| Paul Sturrock        | 16 mai 1981      | 1er avril 1987     | 20         | 3    |
| Neil Sullivan        | 27 mai 1997      | 12 février 2003    | 28         | 0    |
| Willie Summers (en)  | 17 avril 1926    | 17 avril 1926      | 1          | 0    |
| Scot Symon           | 7 décembre 1938  | 7 décembre 1938    | 1          | 0    |

## T
| Nom                     | 1re sélection     | Dernière sélection | Sélections | Buts |
| ----------------------- | ----------------- | ------------------ | ---------- | ---- |
| Tommy Tait (en)         | 6 mars 1911       | 6 mars 1911        | 1          | 0    |
| Jack Taylor (en)        | 26 mars 1892      | 30 mars 1895       | 4          | 1    |
| Joseph Taylor           | 30 novembre 1872  | 25 mars 1876       | 6          | 0    |
| Willie Taylor           | 2 avril 1892      | 2 avril 1892       | 1          | 0    |
| Gary Teale              | 1er mars 2006     | 1er avril 2009     | 13         | 0    |
| Paul Telfer             | 29 mars 2000      | 29 mars 2000       | 1          | 0    |
| Willie Telfer (en)      | 4 novembre 1953   | 4 novembre 1953    | 1          | 0    |
| Willie Telfer (en)      | 17 septembre 1932 | 16 septembre 1933  | 2          | 0    |
| Bobby Templeton         | 3 mai 1902        | 3 mars 1913        | 11         | 1    |
| Steven Thompson         | 27 mars 2002      | 13 octobre 2004    | 16         | 3    |
| Alec Thomson (en)       | 17 avril 1926     | 26 octobre 1932    | 3          | 0    |
| Alexander Thomson       | 15 mars 1909      | 15 mars 1909       | 1          | 1    |
| Andrew Thomson          | 20 mars 1886      | 20 mars 1886       | 1          | 0    |
| Andrew Thomson (en)     | 15 avril 1889     | 15 avril 1889      | 1          | 0    |
| Bertie Thomson (en)     | 31 octobre 1931   | 31 octobre 1931    | 1          | 1    |
| Billy Thomson           | 16 mai 1980       | 16 novembre 1983   | 7          | 0    |
| Charlie Thomson         | 26 mars 1904      | 4 avril 1914       | 21         | 4    |
| Charlie M. Thomson (en) | 15 mai 1937       | 15 mai 1937        | 1          | 0    |
| David Thomson (en)      | 26 février 1920   | 26 février 1920    | 1          | 0    |
| James Thomson (en)      | 30 novembre 1872  | 7 mars 1874        | 3          | 0    |
| Jock Thomson            | 26 octobre 1932   | 26 octobre 1932    | 1          | 0    |
| John Thomson            | 18 mai 1930       | 28 mars 1931       | 4          | 0    |
| Kevin Thomson           | 20 août 2008      | 11 août 2010       | 3          | 0    |
| Robert Thomson (en)     | 2 avril 1927      | 2 avril 1927       | 1          | 0    |
| Sam Thomson (en)        | 26 janvier 1884   | 29 mars 1884       | 2          | 0    |
| William Thomson (en)    | 26 mars 1892      | 26 mars 1898       | 4          | 1    |
| William Thomson         | 21 mars 1896      | 21 mars 1896       | 1          | 0    |
| Willie Thornton         | 19 octobre 1946   | 30 mai 1952        | 7          | 1    |
| Kieran Tierney          | 29 mars 2016      | 9 novembre 2017    | 9          | 0    |
| Willie Toner (en)       | 18 octobre 1958   | 5 novembre 1958    | 2          | 0    |
| Tom Townsley (en)       | 31 octobre 1925   | 31 octobre 1925    | 1          | 0    |
| Alec Troup              | 10 avril 1920     | 17 avril 1926      | 5          | 0    |
| Eddie Turnbull          | 28 avril 1948     | 15 juin 1958       | 8          | 0    |
| Thomas Turner           | 29 mars 1884      | 29 mars 1884       | 1          | 0    |
| William Turner          | 14 mars 1885      | 20 mars 1886       | 2          | 1    |

## U
| Nom                  | 1re sélection   | Dernière sélection | Sélections | Buts |
| -------------------- | --------------- | ------------------ | ---------- | ---- |
| Ian Ure              | 8 novembre 1961 | 21 octobre 1967    | 11         | 0    |
| Duncan Urquhart (en) | 4 octobre 1933  | 4 octobre 1933     | 1          | 0    |

## V
| Nom          | 1re sélection     | Dernière sélection | Sélections | Buts |
| ------------ | ----------------- | ------------------ | ---------- | ---- |
| Tom Vallance | 3 mars 1877       | 14 mars 1881       | 7          | 0    |
| Alex Venters | 16 septembre 1933 | 15 avril 1939      | 3          | 0    |

## W
| Nom                  | 1re sélection    | Dernière sélection | Sélections | Buts |
| -------------------- | ---------------- | ------------------ | ---------- | ---- |
| Thomas Waddell       | 28 mars 1891     | 6 avril 1895       | 6          | 1    |
| William Waddell      | 19 octobre 1946  | 3 novembre 1954    | 18         | 6    |
| Hugh Wales           | 26 octobre 1932  | 26 octobre 1932    | 1          | 0    |
| Andy Walker          | 17 mai 1988      | 12 octobre 1994    | 3          | 0    |
| Bobby Walker         | 3 mars 1900      | 5 avril 1913       | 29         | 8    |
| Frank Walker         | 4 février 1922   | 4 février 1922     | 1          | 0    |
| George Walker (en)   | 18 mai 1930      | 24 mai 1931        | 4          | 0    |
| Jock Walker          | 6 mars 1911      | 5 avril 1913       | 9          | 0    |
| John Walker          | 30 mars 1895     | 26 mars 1904       | 5          | 3    |
| Jimmy Walker (en)    | 23 janvier 1946  | 23 janvier 1946    | 1          | 0    |
| Nicky Walker         | 24 mars 1993     | 26 mai 1996        | 2          | 0    |
| Tommy Walker         | 21 novembre 1934 | 15 mai 1946        | 21         | 9    |
| William Walker (en)  | 15 mars 1909     | 19 mars 1910       | 2          | 0    |
| Ian Wallace (en)     | 22 février 1978  | 19 mai 1979        | 3          | 1    |
| Lee Wallace          | 10 octobre 2009  | 22 mars 2017       | 10         | 0    |
| Ross Wallace         | 10 octobre 2009  | 10 octobre 2009    | 1          | 0    |
| William Wallace      | 25 novembre 1964 | 10 mai 1969        | 7          | 0    |
| Jimmy Wardhaugh      | 8 décembre 1954  | 7 novembre 1956    | 2          | 0    |
| John Wark            | 19 mai 1979      | 12 septembre 1984  | 29         | 7    |
| Andrew Watson        | 12 mars 1881     | 11 mars 1882       | 3          | 0    |
| Bobby Watson (en)    | 14 juin 1971     | 14 juin 1971       | 1          | 0    |
| Jimmy Watson         | 9 mars 1903      | 3 avril 1909       | 6          | 0    |
| Jimmy Watson (en)    | 4 octobre 1947   | 3 octobre 1953     | 2          | 0    |
| James Watson         | 23 mars 1878     | 23 mars 1878       | 1          | 1    |
| Phil Watson (en)     | 29 novembre 1933 | 29 novembre 1933   | 1          | 0    |
| William Watson       | 19 mars 1898     | 19 mars 1898       | 1          | 0    |
| Frank Watt (en)      | 9 mars 1889      | 4 avril 1891       | 4          | 3    |
| Tony Watt            | 24 mars 2016     | 24 mars 2016       | 1          | 0    |
| William Watt         | 19 février 1887  | 19 février 1887    | 1          | 1    |
| Willie Waugh (en)    | 8 décembre 1937  | 8 décembre 1937    | 1          | 0    |
| Andy Webster         | 30 avril 2003    | 6 septembre 2013   | 28         | 1    |
| Andy Weir            | 6 mai 1959       | 8 juin 1960        | 6          | 1    |
| David Weir           | 27 mai 1997      | 12 octobre 2010    | 69         | 1    |
| Jerry Weir (en)      | 30 novembre 1872 | 23 mars 1878       | 4          | 2    |
| John Weir            | 19 février 1887  | 19 février 1887    | 1          | 0    |
| Peter Weir           | 16 mai 1980      | 13 décembre 1983   | 6          | 0    |
| Jock White           | 4 février 1922   | 3 mars 1923        | 2          | 0    |
| John White           | 6 mai 1959       | 12 mai 1964        | 22         | 3    |
| Walter White         | 6 avril 1907     | 4 avril 1908       | 2          | 0    |
| Andrew Whitelaw      | 19 février 1887  | 22 mars 1890       | 2          | 0    |
| Steven Whittaker     | 12 août 2009     | 29 mars 2016       | 31         | 0    |
| Derek Whyte          | 14 octobre 1987  | 28 avril 1999      | 12         | 0    |
| Lee Wilkie           | 20 mai 2002      | 19 novembre 2003   | 11         | 1    |
| Gareth Williams (en) | 17 avril 2002    | 20 novembre 2002   | 4          | 0    |
| Alex Wilson (en)     | 25 mai 1954      | 25 mai 1954        | 1          | 0    |
| Andrew Wilson        | 6 avril 1907     | 14 mars 1914       | 6          | 2    |
| Andrew Wilson        | 26 février 1920  | 14 avril 1923      | 12         | 12   |
| Bob Wilson           | 13 octobre 1971  | 1er décembre 1971  | 2          | 0    |
| Danny Wilson         | 16 novembre 2010 | 3 septembre 2011   | 5          | 1    |
| Davie Wilson         | 22 octobre 1960  | 27 mai 1965        | 22         | 10   |
| David Wilson (en)    | 5 avril 1913     | 5 avril 1913       | 1          | 0    |
| David Wilson (en)    | 3 février 1900   | 3 février 1900     | 1          | 2    |
| George Wilson        | 12 mars 1904     | 3 avril 1909       | 6          | 0    |
| Hughie Wilson (en)   | 22 mars 1890     | 26 mars 1904       | 4          | 1    |
| Ian Wilson           | 23 mai 1987      | 2 décembre 1987    | 5          | 0    |
| James Wilson (en)    | 10 mars 1888     | 4 avril 1891       | 4          | 0    |
| Mark Wilson          | 9 février 2011   | 9 février 2011     | 1          | 0    |
| Paul Wilson (en)     | 5 février 1975   | 5 février 1975     | 1          | 0    |
| Peter Wilson (en)    | 27 février 1926  | 1er avril 1933     | 4          | 0    |
| Robbie Winters       | 28 avril 1999    | 28 avril 1999      | 1          | 0    |
| Willie Wiseman (en)  | 30 octobre 1926  | 22 février 1930    | 2          | 0    |
| George Wood          | 22 mai 1979      | 28 avril 1982      | 4          | 0    |
| Willie Woodburn      | 12 avril 1947    | 30 avril 1952      | 24         | 0    |
| David Wotherspoon    | 30 novembre 1872 | 8 mars 1873        | 2          | 0    |
| Keith Wright (en)    | 19 février 1992  | 19 février 1992    | 1          | 0    |
| Stephen Wright       | 24 mars 1993     | 19 mai 1993        | 2          | 0    |
| Tommy Wright (en)    | 18 octobre 1952  | 18 avril 1953      | 3          | 0    |
| Thomas G. Wylie (en) | 29 mars 1890     | 29 mars 1890       | 1          | 1    |

## Y
| Nom                | 1re sélection    | Dernière sélection | Sélections | Buts |
| ------------------ | ---------------- | ------------------ | ---------- | ---- |
| Ron Yeats          | 3 octobre 1964   | 7 décembre 1965    | 2          | 0    |
| Benny Yorston      | 21 février 1931  | 21 février 1931    | 1          | 0    |
| Harry Yorston (en) | 16 octobre 1954  | 16 octobre 1954    | 1          | 0    |
| Alex Young         | 1er avril 1905   | 4 mars 1907        | 2          | 0    |
| Alex Young         | 9 avril 1960     | 18 juin 1966       | 8          | 5    |
| George Young       | 27 novembre 1946 | 19 mai 1957        | 53         | 0    |
| James Young (en)   | 17 mars 1906     | 17 mars 1906       | 1          | 0    |
| Tommy Younger      | 4 mai 1955       | 11 juin 1958       | 24         | 0    |